# Biografielijst Ko

## Kob
- Irakli Kobachidze (1978), Georgisch politicus
- Irakli Kobalia (1992), Georgisch voetballer
- Kamui Kobayashi (1986), Japans autocoureur
- Masaki Kobayashi (1916-1996), Japans filmregisseur
- Masaru Kobayashi (1959), Japans motorcoureur
- Nobuaki Kobayashi (1942-2019), Japans biljarter
- Norihito Kobayashi (1982), Japans noordse combinatieskiër
- Rikuto Kobayashi (2005), Japans autocoureur
- Ryoyu Kobayashi (1996), Japans schansspringer
- Amelie Kober (1987), Duits snowboardster
- Jeff Kober (1953), Amerikaans acteur
- Liselotte (Lilo) Kobi (1930-2022), Zwitsers zwemster
- Victoria Koblenko (1980), Oekraïens-Nederlands actrice, presentatrice en columniste

## Koc

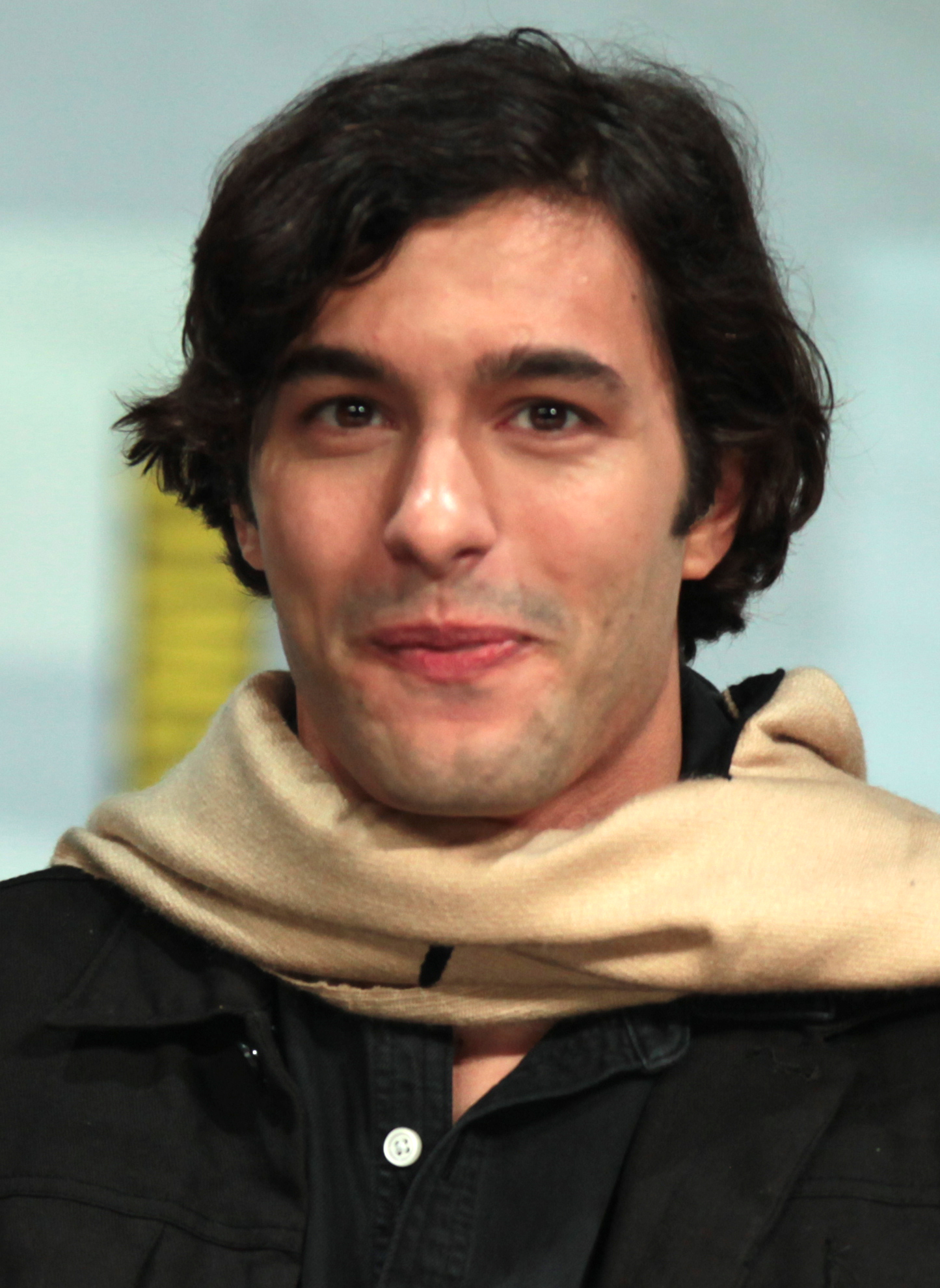
Alexander Koch, 2014

- Serhat Koç (1990), Nederlands voetballer
- Hüsnü Kocabaş (1979), Turks-Nederlands bokser
- Selahattin Koçak (1969), Belgisch politicus
- Edvard Kocbek (1904-1981), Sloveens schrijver en politicus
- Alexander Koch (1988), Amerikaans acteur
- Carl Ludwig Koch (1778-1857), Duits arachnoloog en entomoloog
- Cees Koch (1925-2024), Nederlands kanovaarder
- Cees Koch (1936-2021), Nederlands atleet
- Charlie Koch (1890-1984), Nederlands medicus
- Ed Koch (1924-2013), Amerikaans politicus
- Helge von Koch (1870-1924), Zweeds wiskundige
- Herman Koch (1953), Nederlands acteur en schrijver (pseudoniem: Menno Voorhof)
- Hugo Alexander Koch (1870-1928), Nederlands patenthouder op de Enigma (codeermachine)
- Karl Koch (1897-1945), Duits SS'er en oorlogsmisdadiger
- Lauge Koch (1892-1964), Deens geoloog en poolonderzoeker
- Lucien Koch (1996), Zwitsers snowboarder
- Ludwig Carl Christian Koch (1825-1908), Duits arachnoloog en entomoloog
- Marco Koch (1990), Duits zwemmer
- Marita Koch (1957), Duits atlete
- Martin Koch (1982), Oostenrijks schansspringer
- Menno Koch (1994), Nederlands voetballer
- Pyke Koch (1901-1991), Nederlands kunstschilder
- Robert Koch (1843-1910), Duits geneeskundige
- Roland Koch (1958), Duits politicus
- Sebastian Koch (1962), Duits acteur
- Waldemar Koch (1880-1963), Duits politicus en econoom
- Ludwig von Köchel (1800-1877), Oostenrijks musicoloog
- Pascal Kochem (1986), Duits autocoureur
- Ján Kocian (1958), Slowaaks voetballer en voetbalcoach
- Anneloes Kock (1988), Nederlands voetbalster
- Karl Axel Lichnowsky Kock (1851-1935), Zweeds taalvorser en -kundige
- Cornelis de Kock (1908-1944), Nederlands politicus
- Frederik 'Frits' Lodewijk Willem baron de Kock, (1818-1881), Nederlands politicus
- Gien de Kock (1908-1998), Nederlands atlete
- Hendrik Merkus baron de Kock (1779-1845), Nederlands officier, minister en senator
- Johannes (Johan) de Kock (1964), Nederlands voetballer
- Johannes Conradus de Kock of Jean Conrad de Kock (1756-1794), Nederlands advocaat, bankier en publicist
- Peter de Kock (1967), Nederlands cameraman, producent en regisseur
- Theodorus de Kock (1650-1720), Nederlands apostolisch vicaris
- Geert Kocks (1936-2003), Nederlands taalkundige
- Johanna von Koczian (1933-2024), Duits actrice

## Kod
- Zoltán Kodály (1882-1976), Hongaars componist
- Edem Kodjo (1938), Togolees politicus
- Meho Kodro (1967), Bosnisch voetballer en voetbaltrainer

## Koe

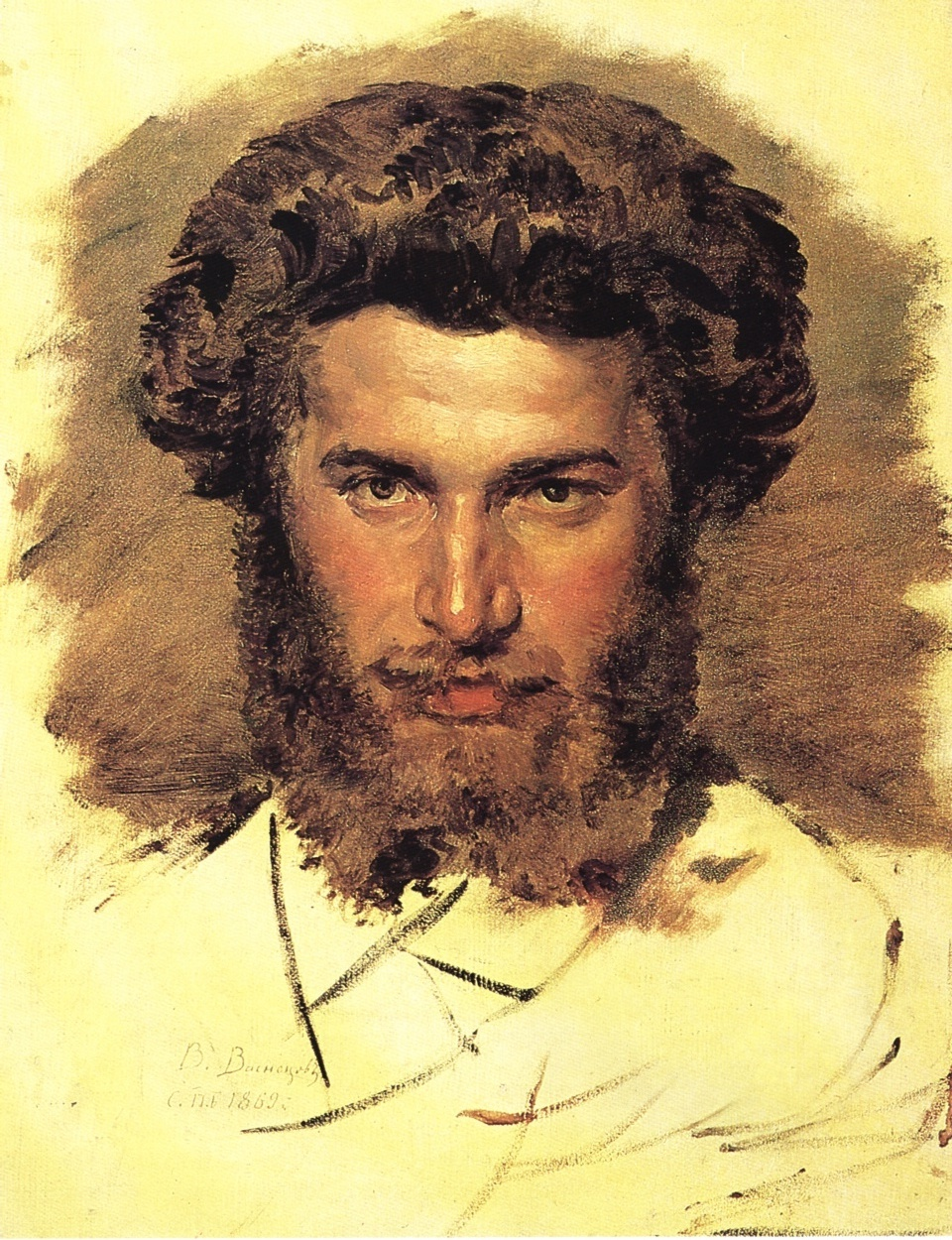
Archip Koeindzji

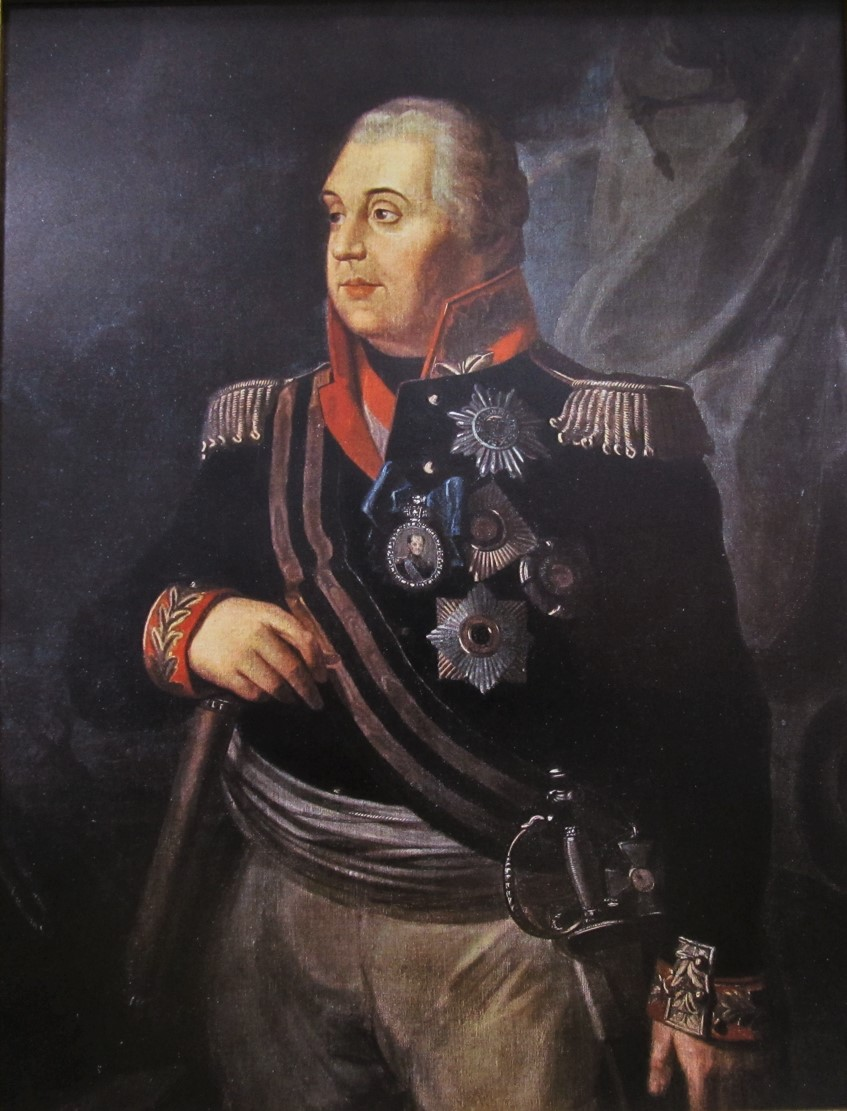
Michail Koetoezov

- Valeri Koebasov (1935-2014), Russisch kosmonaut
- Bernard Koech (1988), Keniaans atleet
- Jackson Koech (1978), Keniaans atleet
- Paul Koech (1969), Keniaans atleet
- Paul Kipsiele Koech (1981), Keniaans atleet
- Paul Koeck (1940-2024), Belgisch schrijver
- Alla Koedrjavtseva (1987), Russisch tennisster
- Max Koegel (1895-1946), Duits kampcommandant
- Fred Koehler (1975), Amerikaans acteur
- Archip Koeindzji (1841-1910), Russisch kunstschilder
- Anthoon Johan Koejemans (1903-1982), Nederlands journalist, schrijver en politicus
- Marike Koek (1953), Nederlands actrice en politica
- Rudy Koek (1986), Nederlands shorttracker
- Hendrik Koekoek (1912-1987), Nederlands landbouwer en politicus
- Gerard Koel (1941), Nederlands wielrenner
- Hans Koeleman (1957), Nederlands atleet
- Bort Koelewijn (1954), Nederlands politicus
- Peter Koelewijn (1940), Nederlands zanger en producent
- Ilja Koelik (1977), Russisch kunstschaatser
- Oleg Koelkov (1976), Russisch atleet
- Erwin Koeman (1961), Nederlands voetballer en -coach
- Martin Koeman (1938-2013), Nederlands voetballer
- Ronald Koeman (1963), Nederlands voetballer en -coach
- Peter Koene (1948-2013), Nederlands zanger
- Liesbeth Koenen (1958-2020), Nederlands taalkundige, wetenschapsjournalist en auteur
- Franz Koenigs (1881-1941), Nederlands bankier en kunstverzamelaar
- Christian von Koenigsegg (1973), Zweeds autobouwer
- Igor Koenitsyn (1981), Russisch tennisser
- Grete Koens (1967), Nederlands atlete
- Aleksandr Koeprin (1870-1938), Russisch schrijver en avonturier
- Amalia Louise van Koerland (1687-1750), regentes van Nassau-Siegen
- Anna Koernikova (1981), Russisch tennisster
- Marko Koers (1972), Nederlands atleet
- Chris Koerts (1947-2022), Nederlandse gitarist, componist en producer
- Gerard Koerts (1947-2019), Nederlands toetsenist, componist en producer
- Igor Koertsjatov (1903-1960), Russisch kernfysicus
- Anton Koesjnir (1984), Wit-Russisch freestyleskiër
- Helmer Koetje (1953-2010), Nederlands burgemeester
- Michail Koetoezov (1745-1813), Russisch veldmaarschalk
- Oleg Koetoezov (1935-2025), Sovjet-Russische basketballer
- Sigrid Koetse (1935-2025), Nederlands actrice
- Jan Koetsier (1911-2006), Nederlands componist en dirigent
- Olga Koetsjerenko (1985), Russisch atlete
- Leonid Koetsjma (1938), Oekraïens president
- Aljaksandr Koetsjynski (1979), Wit-Russisch wielrenner
- Monique Koeyers-Felida (1967-2016), Curaçaos parlementslid
- Olga Koezenkova (1970), Russisch atlete
- Oleksandr Koezin (1974), Oekraïens atleet
- Vasili Koeznetsov (1901-1990), Russisch politicus

## Kof
- Miep Koffrie (1921-2022), Nederlands verzetsstrijdster
- Andreas Kofler (1984), Oostenrijks skiër
- Seana Kofoed (1970), Amerikaans actrice

## Kog
- Junya Koga (1987), Japans zwemmer
- Artur Kogan (1974), Israëlisch schaker
- Leo Kogeldans (1930-2024), Surinaams-Nederlands voetballer
- Fritz Kögl (1897-1959), Duits/Nederlands scheikundige
- Micah Kogo (1986), Keniaans atleet
- Adam Kogut (1895-1940), Pools voetballer

## Koh

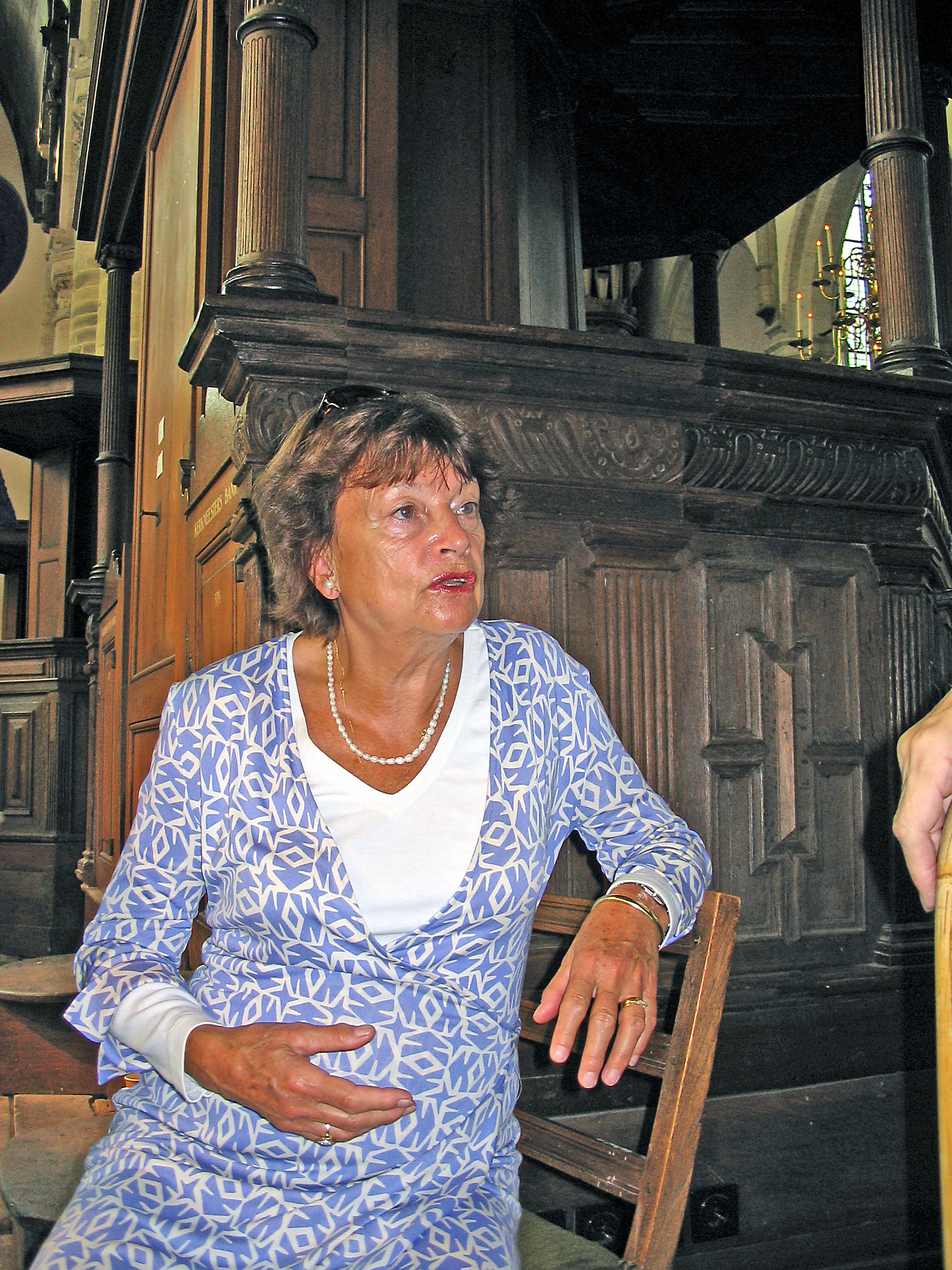
Rita Kohnstamm

- Tahmina Kohistani (1990), Afghaans atlete
- Georg Köhl (1910-1944), Duits voetbaldoelman
- Herb Kohl (1935-2023), Amerikaans politicus
- Helmut Kohl (1939-2017), Duits premier (1982-1996)
- Lucas Kohl (1998), Braziliaans autocoureur
- Hebe Charlotte Kohlbrugge (1914-2016), Nederlands verzetsstrijdster en theologe
- Hermann Friedrich Kohlbrugge (1803-1875), Nederlands theoloog
- Stefanie Köhle (1986), Oostenrijks alpineskiester
- Leo Köhlenberg (1936-2020), Nederlands organist, componist en schrijver
- Georges Köhler (1946-1995), Duits bioloog en Nobelprijswinnaar
- Horst Köhler (1943-2025), Duits president (2004-2010)
- Johan Harmen Rudolf Köhler (1818-1873), Nederlands militair
- Leon Köhler (1999), Duits autocoureur
- Sarah Köhler (1994), Duits zwemster
- Wolfgang Köhler (1887-1967), Duits psycholoog
- Fränzi Kohli (1982), Zwitsers snowboardster
- Philipp Kohlschreiber (1983), Duits tennisser
- Karl Georg Kohn (1926-2024), Oostenrijks-Amerikaans componist, muziekpedagoog en pianist
- Walter Kohn (1923-2016), Amerikaans natuurkundige en Nobelprijswinnaar
- Dolph Kohnstamm (1937), Nederlands psycholoog en publicist
- Jacob Kohnstamm (1949), Nederlands advocaat, politicus, bestuurder en euthanasieactivist
- Max Kohnstamm (1914-2010), Nederlands diplomaat en historicus
- Philip Kohnstamm (1875-1951), Nederlands natuurkundige, filosoof en pedagoog
- Rita Kohnstamm (1937), Nederlands psychologe en columniste
- Teuvo Kohonen (1934-2021), Fins wetenschappelijk onderzoeker en informaticus

## Koi
- Syun Koide (1999), Japans autocoureur
- Lydia Koidula (1843-1886), Estisch dichteres
- Girija Prasad Koirala (1921), Nepalees premier
- Saku Koivu (1974), Fins ijshockeyer
- Anssi Koivuranta (1988), Fins schansspringer

## Kok

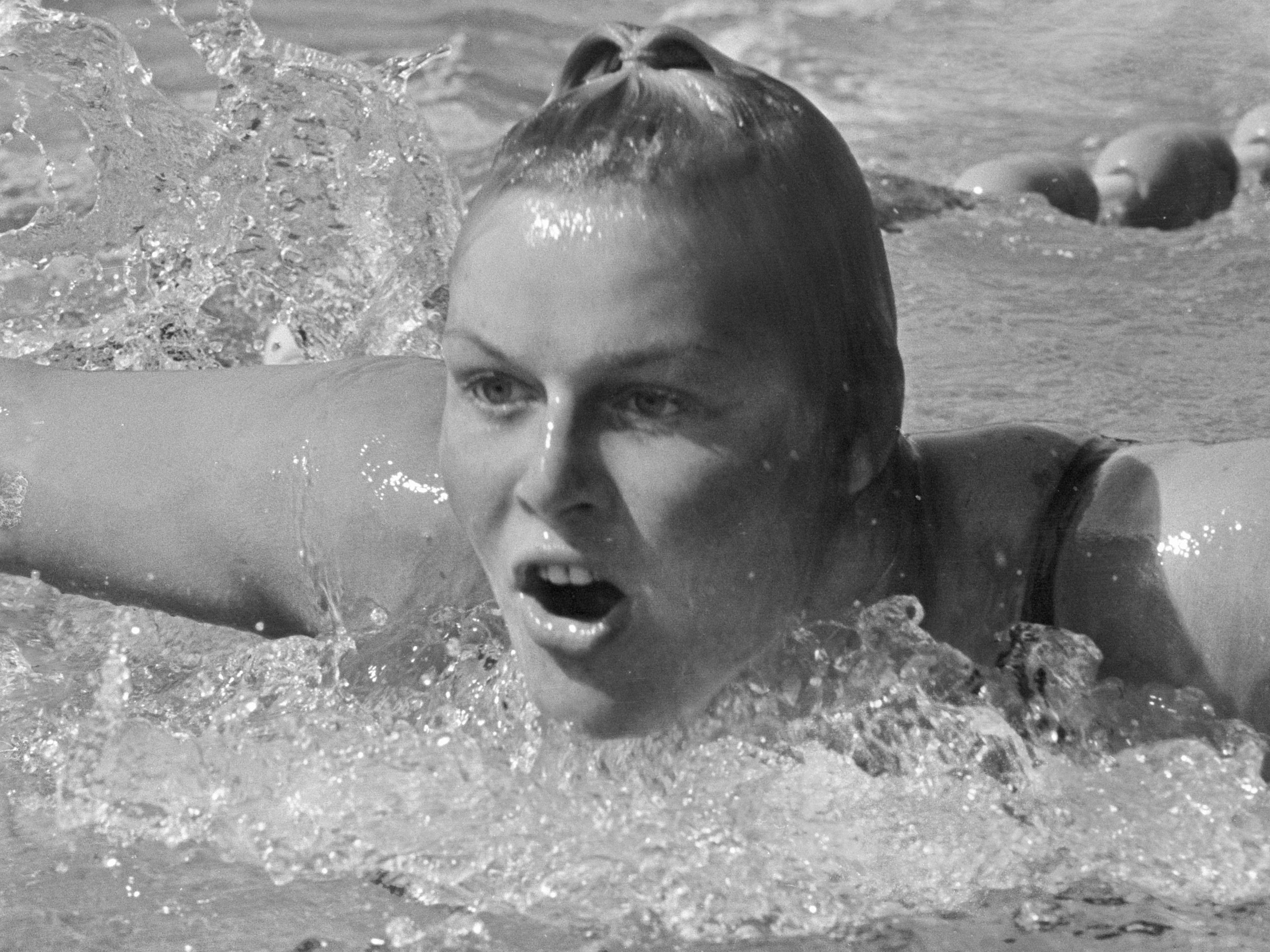
Ada Kok

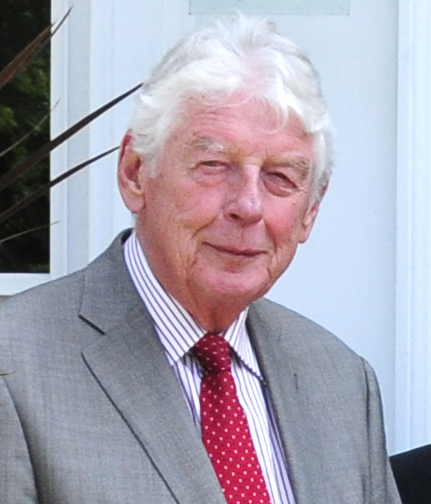
Wim Kok

- Abel Antoon Kok (1881-1951), Nederlands architect
- Ada Kok (1947), Nederlands zwemster
- Adam Kok I (1710-1795), Zuid-Afrikaans leider van de Griekwa
- Adam Kok II (1771-1835), Zuid-Afrikaans leider van de Griekwa
- Adam Kok III (1811-1875), Zuid-Afrikaans leider van de Griekwa
- Adolphine Kok (1879-1928), Nederlands juriste en advocate; eerste vrouwelijke advocaat in Nederland
- Albert Kok (1939), Nederlands psycholoog
- Antony Kok (1882-1969), Nederlands schrijver en dichter
- Auke Kok (1956), Nederlands journalist en schrijver
- Bart de Kok (1896-1972), Nederlands fotograaf en collaborateur
- Bas Kok (1966), Nederlands schrijver
- Bessel Kok (1941), Nederlands bedrijfsmanager
- Christien Kok (1949), Nederlands schrijfster
- Cornelius Kok I (1746-1820), Zuid-Afrikaans leider van de Griekwa
- Cornelius Kok II (1778-1858), Zuid-Afrikaans leider van de Griekwa
- Doede Kok (1948), Nederlands politicus
- Emma Kok (2008), Nederlands zangeres
- Femke Kok (2000), Nederlands schaatsster
- Frans de Kok (1924-2011), Nederlands dirigent en componist
- Gerrit Jan Kok (1960), Nederlands politicus
- Gert de Kok (1957), Nederlands bestuurder en politicus
- Govaert Kok (1935-2021), Nederlands jurist en historisch publicist
- Gretta Kok (1944), Nederlands zwemster
- Hans Kok (1951), Nederlands politicus
- Hans Kok (1962-1985), Nederlands activist
- Hans Kok (1968), Nederlands filmmaker
- Henk Kok (1946), Nederlands sportjournalist en radiopresentator
- IJsbrand Kok (1911-1980), Nederlands architect
- Ina Kok (1951), Nederlands bibliothecaris
- Irene de Kok (1963), Nederlands judoka
- Jac de Kok (1952), Nederlands illustrator en grafisch ontwerper
- Jan Kok (1889-1958), Nederlands voetballer
- Jan de Kok (1891-1976), Nederlands architect
- Jan Kok (1925-1993), Nederlands politicus
- Jan Wicher Kok (1942), Nederlands politicus
- Jeannette Kok (1947), Nederlands schrijfster
- Johannes Antonius de Kok (1930), Nederlands geestelijke
- Kees Kok (1949), Nederlands politicus
- Koos Kok (1923-2012), Nederlands politicus
- Leo Kok (1923-1945), Nederlands tekenaar en holocaustslachtoffer
- Marinus Kok (1916-1999), Nederlands aartsbisschop
- Marja Kok (1944), Nederlands actrice, schrijfster en regisseuse
- Martin Kok (1967-2016), Nederlands crimineel
- Mary Kok (1940), Nederlands zwemster
- Melchert Kok (1958), Nederlands atleet
- Mimi Kok (1911-2009), Nederlands actrice
- Mimi Kok (1934-2014), Nederlands actrice
- Mink Kok (1961), Nederlands crimineel
- Nick Kok (1977), Nederlands voetballer
- Olaf Kok (2002), Nederlands voetballer
- Paul Kok (1994), Nederlands voetballer
- Piet Kok (1919-1981), Nederlands predikant en glazenier
- Pieter Kok (1980), Nederlands radio-dj, radioproducent en muziekproducent
- Ralph Kok (1967), Nederlands tennisser
- Reinier Kok (1890-1982), Nederlands predikant
- Robert Kok (1957), Nederlands voetballer
- Roosmarijn de Kok (1994), Nederlands model
- Salomon Kok (?), Belgisch ondernemer en Vlaams activist
- Sander Kok (1981), Nederlands schrijver en model
- Sharon Kok (1987), Nederlands voetbalster
- Thomas Kok (1998), Nederlands voetballer
- Tom Kok (1957), Nederlands politicus, adviseur, bestuurder en omroepvoorzitter
- Ton de Kok (1942), Nederlands politicus
- Truus Kok (1922-2000), Nederlands politica
- Willem Kok (1903-1969), Nederlands classicus
- Wim Kok (1938-2018), Nederlands premier (1994-2002) en vakbondsleider
- Wim Kok (1950), Nederlands scheidsrechter
- Hilligje Kok-Bisschop (1948), Nederlands gereformeerde activiste
- Mary Kok-Willemsen (1978), Nederlands voetbalcoach
- Kokaku (1771-1840), keizer van Japan
- Dmitri Kokarev (1982), Russische schaker
- Koke (1992), Spaans voetballer
- Ruud-Jan Kokke (1956), Nederlands vormgever
- Yeoryía Koklóni (1981), Grieks atlete
- Oskar Kokoschka (1886-1980), Tsjechisch kunstenaar, schilder, graficus en schrijver
- Manfred Kokot (1948), Duits atleet
- Renata Kokowska (1958), Pools atlete
- Mark Koks (1965), Nederlands atleet, du- en triatleet
- Mikko Kokslien (1985), Noors noordse combinatieskiër

## Kol

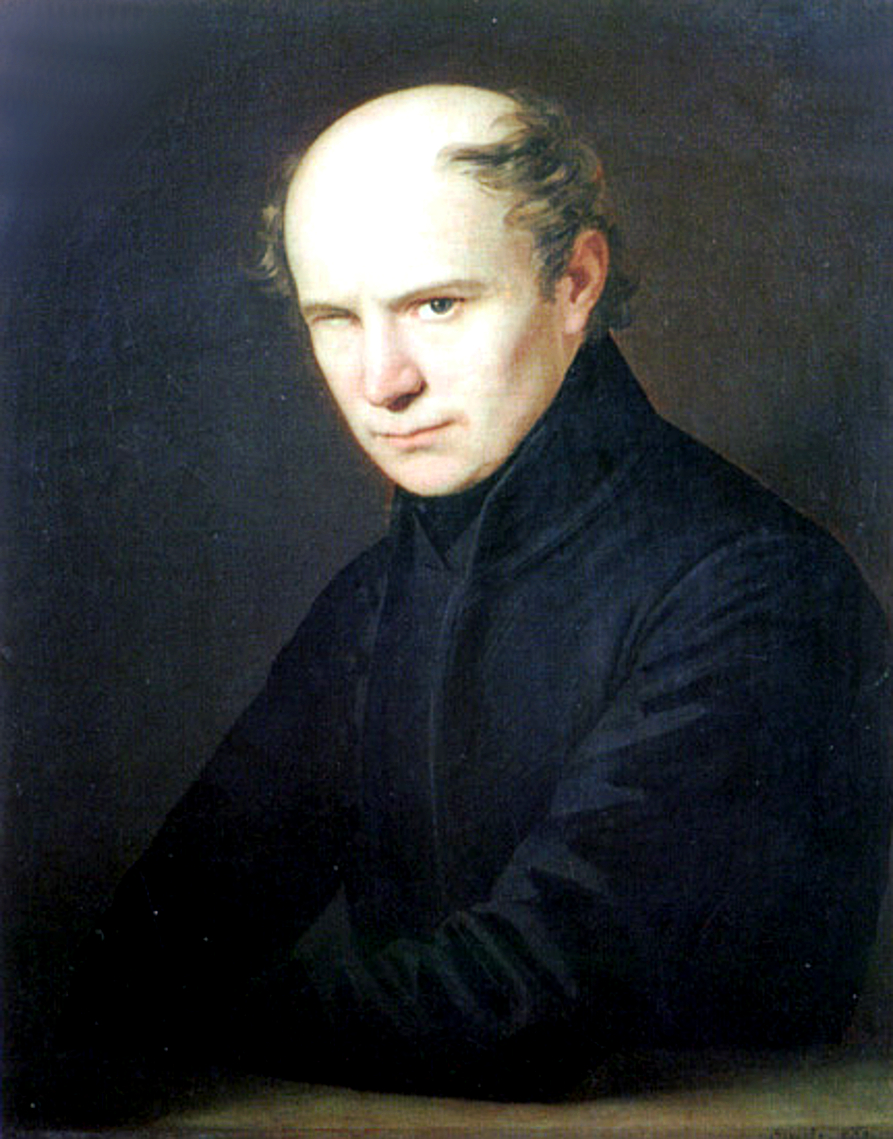
Ferenc Kölcsey

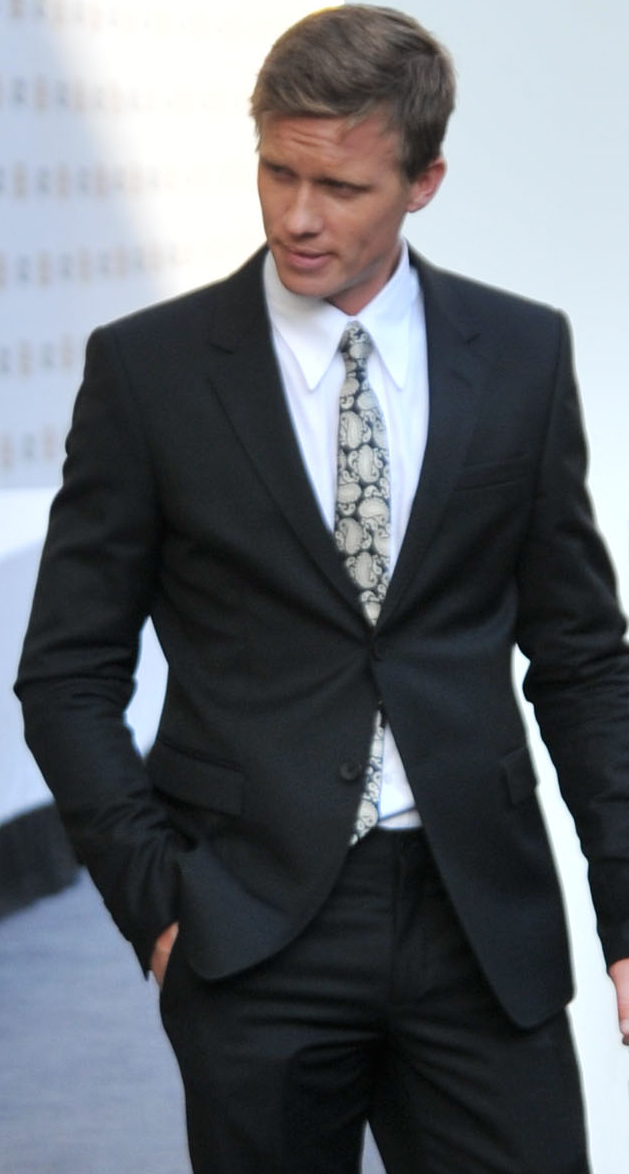
Warren Kole, 2012

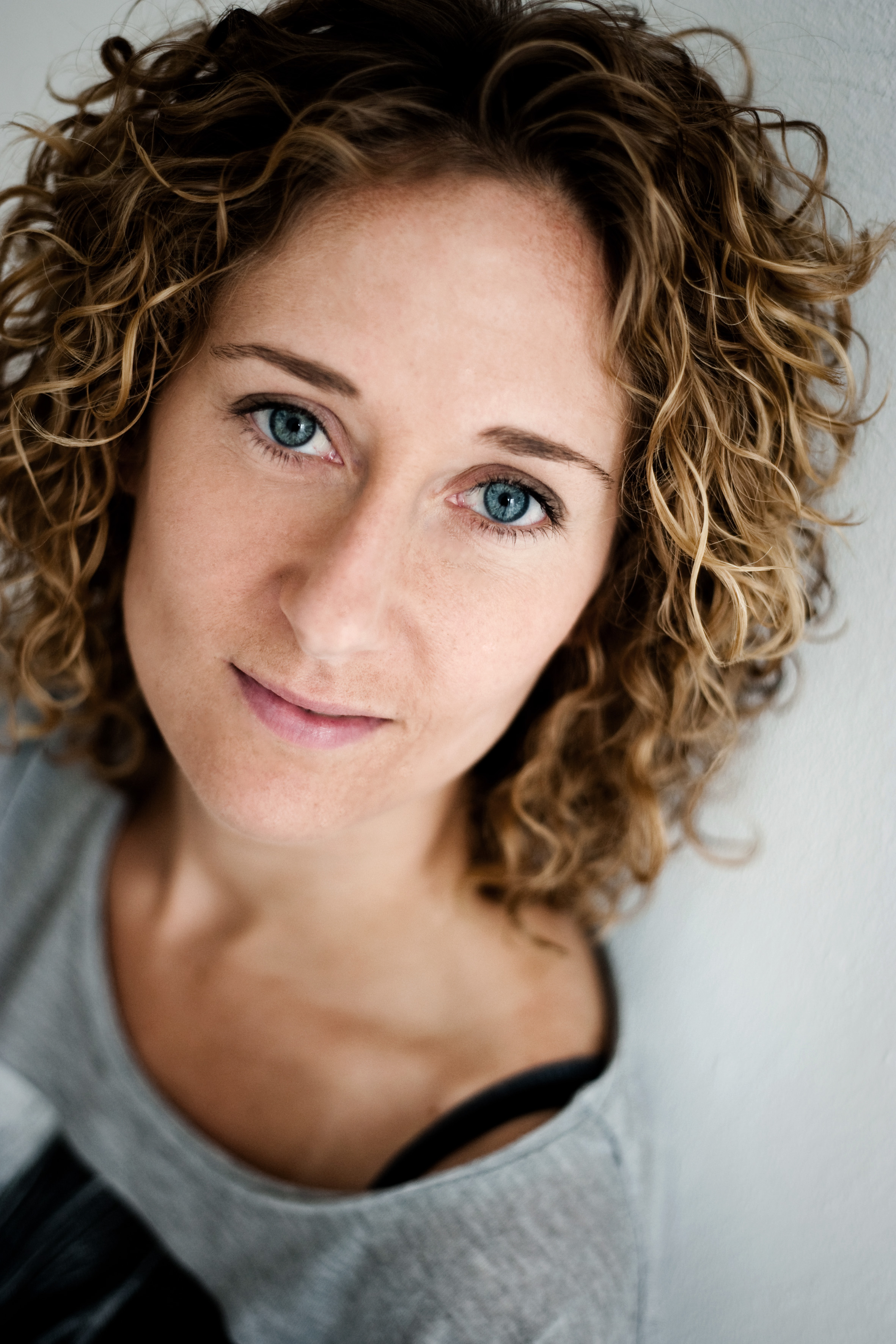
Ilse Maria van Kollenburg

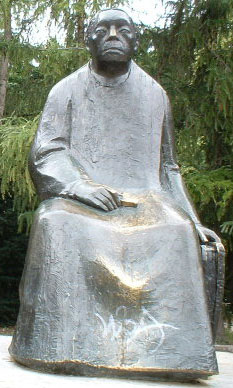
Käthe Kollwitz

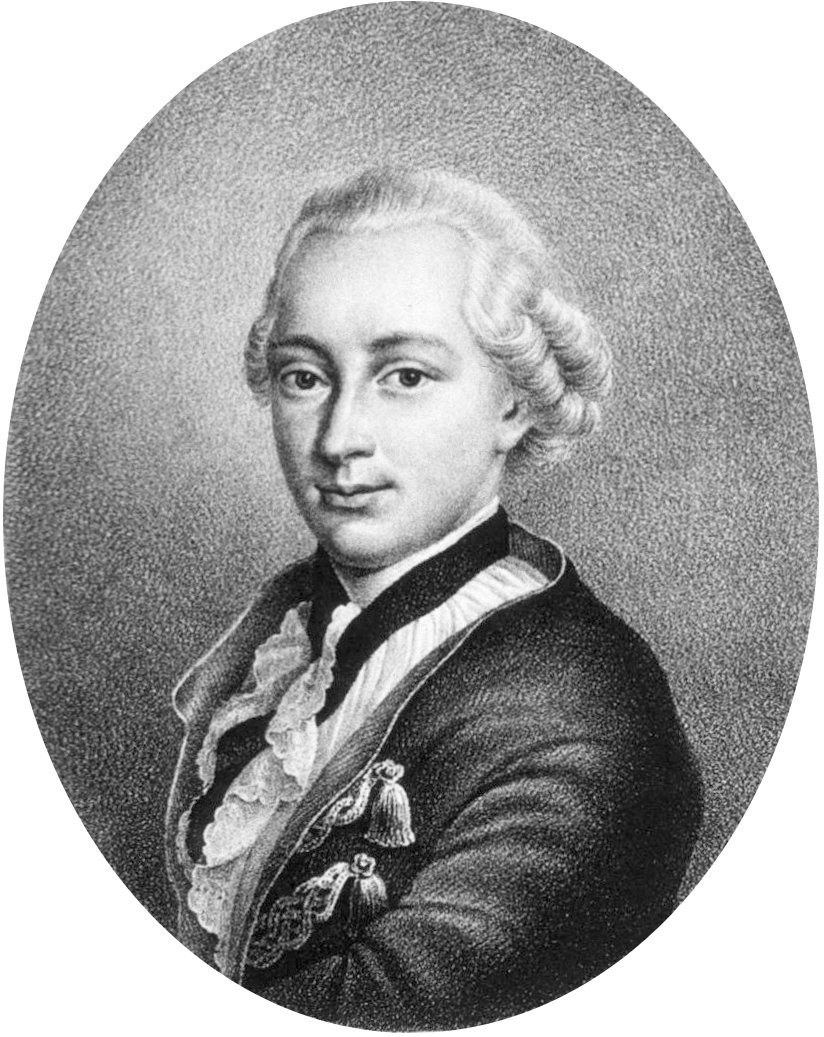
Josef Gottlieb Kölreuter

- Adolf Henri (Dolf) van Kol (1902-1989), Nederlands voetballer en voetbaltrainer
- Francis Kol (1826-1856), Belgisch crimineel, moordenaar en geëxecuteerde
- Henri Hubert van Kol (1852-1925), Nederlands politicus
- Nellie van Kol (1851-1930), Nederlands feministe, pedagoge en kinderboekenschrijfster
- Rodgers Kola (1989), Zambiaans voetballer
- Steven Kolacny (1969), Belgisch pianist
- Stijn Kolacny (1975), Belgisch pianist
- Leszek Kołakowski (1927-2009), Pools filosoof
- Martin Kolář (1983), Tsjechisch voetballer
- Aleksandar Kolarov (1985), Servisch voetballer
- Vassil Kolarov (1877-1950), Buklgaars premier
- Teodora Kolarova (1981), Bulgaraars middellangeafstandsloopster
- Jakoeb Kolas, pseudoniem van Kanstantsin Michajlavitsj Mitskevitsj, (1882-1956), Wit-Russisch schrijver en dichter
- Annette Mathilde Kolb (1870-1967), Duits schrijfster
- David Kolb (1939), Amerikaans leerpsycholoog en pedagoog
- Bastiaan (Bas) Kolbach (1936-2018), Nederlands ambtenaar, lokaal politicus en burgemeester
- Fritz Kolbe (1900-1971), Duits diplomaat en spion
- Georg Kolbe (1877-1947), Duits beeldhouwer
- Hermann Kolbe (1818-1884), Duits scheikundige
- Rajmund (Maximiliaan Maria) Kolbe (1894-1941), Pools franciscaans conventueel, katholiek priester en martelaar
- Peter-Michael Kolbe (1953), West-Duits roeier
- Marek Kolbowicz (1971), Pools roeier
- Mariska van Kolck (1963), Nederlands presentatrice en theateractrice
- Ferenc Kölcsey (1790-1838), Hongaars dichter en politicus
- Erik Koldenhof (1964), Nederlands politicus en bestuurder
- Marnix Kolder (1981), Nederlands voetballer
- Peter Kolder (1976), Nederlands trainer en coach
- Mirjan Koldeweij (1969), Nederlands kunstenares
- Edward Koldewijn (1964), Nederlands acteur
- Jens Kolding (1952), Deens voetballer
- Hans Kolditz (1923-1996), Duits componist en dirigent
- Koldo, pseudoniem van Jesús Luís Alvárez de Eulate, (1970), Spaans en Andorrees voetballer
- Dmitry Koldun (1985), Wit-Russisch zanger
- Warren Kole (1977), Amerikaans acteur
- Johannes Petteri (Hannes) Kolehmainen (1889-1966), Fins atleet
- Toni Kolehmainen (1988), Fins voetballer
- Jan Kolen (1962), Nederlands hoogleraar
- Arno Kolenbrander (1973), Nederlands zanger
- Joop Kolenbrander (1944), Nederlands schaker
- Kliment Kolesnikov (2000), Russisch zwemmer
- Sergej Kolesnikov (1986), Russisch wegwielrenner en baanwielrenner
- Aleksej Kolesov (1984), Kazachs wielrenner
- Stojan Kolev (1976), Bulgaars voetballer
- Aliyah Kolf (1999), Nederlands zangeres
- Johannes Kolf, bekend als Jodocus, (1915-1945), Nederlands verzetsstrijder
- Adriaan Dirk Hendrik Kolff (1862-1921), Nederlands jurist en burgemeester
- Dirk Hendrik Kolff (1800-1843), Nederlands militair en geridderde
- Gualtherus Johannes Kolff (1846-1918), Nederlands oprichter van de Nederlandse Blindenbibliotheek
- Jan Gualtherus van Breda Kolff (1894-1976), Nederlands voetballer
- Willem Johan (Pim) Kolff (1911-2009), Nederlands internist, uitvinder en verzetsstrijder
- Willem Marinus (Tim) Kolff (1882-1944), Nederlands burgemeester en verzetsstrijder
- Wouter Kolff (1976), Nederlands ondernemer, kandidaat-notaris en politicus
- Frank van Kolfschooten (1959), Nederlands wetenschapsjournalist
- Henri Anthony Melchior Tieleman (Hans) Kolfschoten (1903-1984), Nederlands politicus
- Remzi Kolgeci, Kosovaars politicus
- André Kolingba (1935-2010), Centraal-Afrikaans militair en president (1981-1993)
- Mikel Koliqi (1902-1997), Albanees geestelijke en kardinaal
- Lazar Koliševski, geboren als Lazar Panev Kolisev, (1914-2002), Joegoslavisch staatsman en Macedonisch partijleider
- Michail Koljada (1995), Russisch kunstschaatser
- Gerardus Cornelis (Niels) van der Kolk (1970), Nederlands waterpolospeler
- Jacobus Ludovicus Conradus Schroeder van der Kolk (1797-1862), Nederlands psychiater en hoogleraar anatomie en fysiologie
- Jan Hero Kolk (1845-1925), Nederlands burgemeester
- Jos van der Kolk (1879-1931), Nederlands missionaris van het Heilig Hart
- Kirsten Irene Merian van der Kolk (1975), Nederlands roeister
- Maria Joanna Wilhelmina (Mieke) de Jong-van der Kolk (1968), Nederlands atlete
- Marie-Jose van der Kolk, bekend als Loona, (1974), Nederlands singer-songwriter en danseres
- Santiago (Santi) Kolk (1981), Nederlands voetballer
- Theodorus Martinus (Juul) van de Kolk (1929), Nederlands beeldend kunstenaar
- Wouter Kolk (1966), Nederlands topfunctionaris
- Joonas Kolkka (1974), Fins voetballer
- Fré Kolkman (1888-1983), Nederlands voetballer
- Jaap Kolkman (1912-1985), Nederlands schrijver
- Joop Wilhelm Kolkman (1896-1944), Nederlands militair en verzetsstrijder in Frankrijk
- Martijn Kolkman (1978), Nederlands radio-diskjockey
- Maximilien Joseph Caspar Marie Kolkman (1853-1924), Nederlands politicus
- Simon Bernard Kolkman (1977), Nederlands roeier
- Gabriel Kolko (1932), Amerikaans historicus
- Andrej Kolkoetin (1957), Russisch kunstschilder
- Reinhard (René) Kolldehoff (1914-1995), Duits acteur
- Sigismund Wilhelm Kölle (1820-1902), Duits missionaris en hebraïcus
- Theodor (Teddy) Kollek (1911-2007), Israëlisch politicus en burgemeester
- Arnold Koller (1933), Zwitsers politicus
- Jan Koller (1973), Tsjechisch voetballer
- Hans Koller (1955-2021), Oostenrijks componist, dirigent, organist, trompettist en muziekuitgeve
- Marcel Koller (1960), Zwitsers voetballer en voetbalcoach
- Daniel Köllerer (1983), Oostenrijks tennisser
- Nicholas Kollerstrom (1946), Brits astronoom
- Colin Kolles (1967), Duits Formule 1-coureur en teammanager
- Dieuwke Kollewijn (1918-2015), Nederlands kunstenares
- Roeland Anthonie Kollewijn (1857-1942), Nederlands taalkundige
- Hans Kollhoff (1946), Duits architect
- Willem Kölling (1869-1935), Nederlands ondernemer
- Roland Kollmann (1976), Oostenrijks voetballer
- René Kollo (1937), Duits tenor
- Aleksandra Kollontaj, geboren als Aleksandra Domontovitsj, (1870-1952), Russisch revolutionaire, diplomate en feministe
- Johann Karl von Kollowrat-Krakowsky (1748-1816), Oostenrijks veldmaarschalk
- Käthe Kollwitz (1867-1945), Duits grafisch kunstenares en beeldhouwster
- Peter Kollwitz (1895-1914), Duits militair
- Gertrud Kolmar, pseudoniem van Gertrud Käthe Chodziesner, (1894-1943), Duits dichteres
- Josef Kolmaš (1933), Tsjechisch sinoloog en tibetoloog
- Andrej Kolmogorov (1903-1987), Russisch wiskundige
- Ad Kolnaar (1942), Nederlands econoom en hoogleraar
- David Nthubu Koloane (1938), Zuid-Afrikaans beeldend kunstenaar en conservator
- Aleksandr Kolobnev (1981), Russisch wielrenner
- Denis Kolodin (1982), Russisch voetballer
- Jevgenia Kolodko (1990), Russisch atlete
- Ivan Koloff, pseudoniem van Oreall Perras, (1942-2017), Canadees worstelaar
- Theodoros Kolokotronis (1770-1843), Grieks patriot en verzetsstrijder
- Koloman van Hongarije (1065-1116), Koning van Hongarije (1095-116)
- György Kolonics, bekend als Kolo, (1972-2008), Hongaars kanovaarder
- Vladimir Koloskov (1955-2024), Russisch basketbalcoach
- Alexander Joseph (Sascha) Kolowrat-Krakowsky (1886-1927), Oostenrijks filmpionier
- Franz Anton von Kolowrat-Liebsteinsky (1778-1861), Oostenrijks minister-president
- Rein Kolpa (1963), Nederlands klassiek tenor en (musical)acteur
- Elena Kolpachikova (1971), Oekraïens actrice
- Adolph Kolping (1813-1865), Duits priester
- Joseph Gottlieb Kölreuter (1733), Badisch botanicus
- Dirk-Peter Kölsch (1969), Duits jazz-drummer
- Marko Kolsi (1985), Fins voetballer
- Lars (Lasse) Kolstad (1922-2012), Noors acteur, toneelspeler en zanger
- Peder Ludvik Kolstad (1878-1932), Noors politicus en premier
- Bernard (Ben) Kolster (1953), Nederlands radiopresentator, royalty-deskundige en gemeenteraadslid
- Heiko Kolt (1902-1977), Pools balletdanser, choreograaf en regisseur
- George Koltanowski (1903-2000), Belgisch schaker
- Bernard-Marie Koltès (1948-1989), Frans toneelschrijver
- Harm Kolthek (1872-1946), Nederlands drukker, journalist, vakbondsbestuurder en politicus
- Gerhard Willem (Gerard) Kolthoff (1925-2010), Nederlands politicus
- Izaak Maurits (Piet) Kolthoff (1894-1993), Nederlands scheikundige
- Aleksandr Koltsjak (1874-1920), Russisch admiraal, politiek en militair leider
- Ljoedmila Koltsjanova (1979), Russisch atlete
- Alevtina Pavlovna Koltsjina (1930-2022) Russisch langlaufer
- Aleksej Koltsov (1809-1842), Russisch schrijver en volksdichter
- Julian Koltun (1950), Pools seriemoordenaar
- Peter-Hans Kolvenbach (1928), Nederlands jezuïet, priester en taalkundige

## Kom
- David Komatz (1991), Oostenrijks biatleet
- Achmed de Kom (1959), Nederlands atleet
- Anton de Kom (1898-1945), Surinaams nationalist
- Władysław Komar (1940-1998), Pools kogelstoter
- Vladimir Komarov (1927-1967), Russisch ruimtevaarder
- Ismael Kombich (1985), Keniaans atleet
- Daniel Komen (1976), Keniaans atleet
- Daniël Komen (1984), Keniaans atleet
- John Komen (1982), Keniaans atleet
- Rachel Komisarz (1976), Amerikaans zwemster
- Vera Komisova (1953), Russisch atlete
- Jan Kommandeur (1929-2012), Nederlandse hoogleraar fysische chemie
- Anna Komnene (12e eeuw), Byzantijns geschiedschrijfster en prinses
- Leonard Patrick Komon (1988), Keniaans atleet
- Rudolf Kompfner (1909-1977), Oostenrijks natuurkundige
- Ben Komproe (1942-2004), Antilliaans politicus
- Gerrit Komrij (1944-2012), Nederlands dichter, schrijver en toneelschrijver
- Martha Komu (1983), Keniaans/Frans atlete
- Nozomi Komuro (1985), Japans skeletonster

## Kon

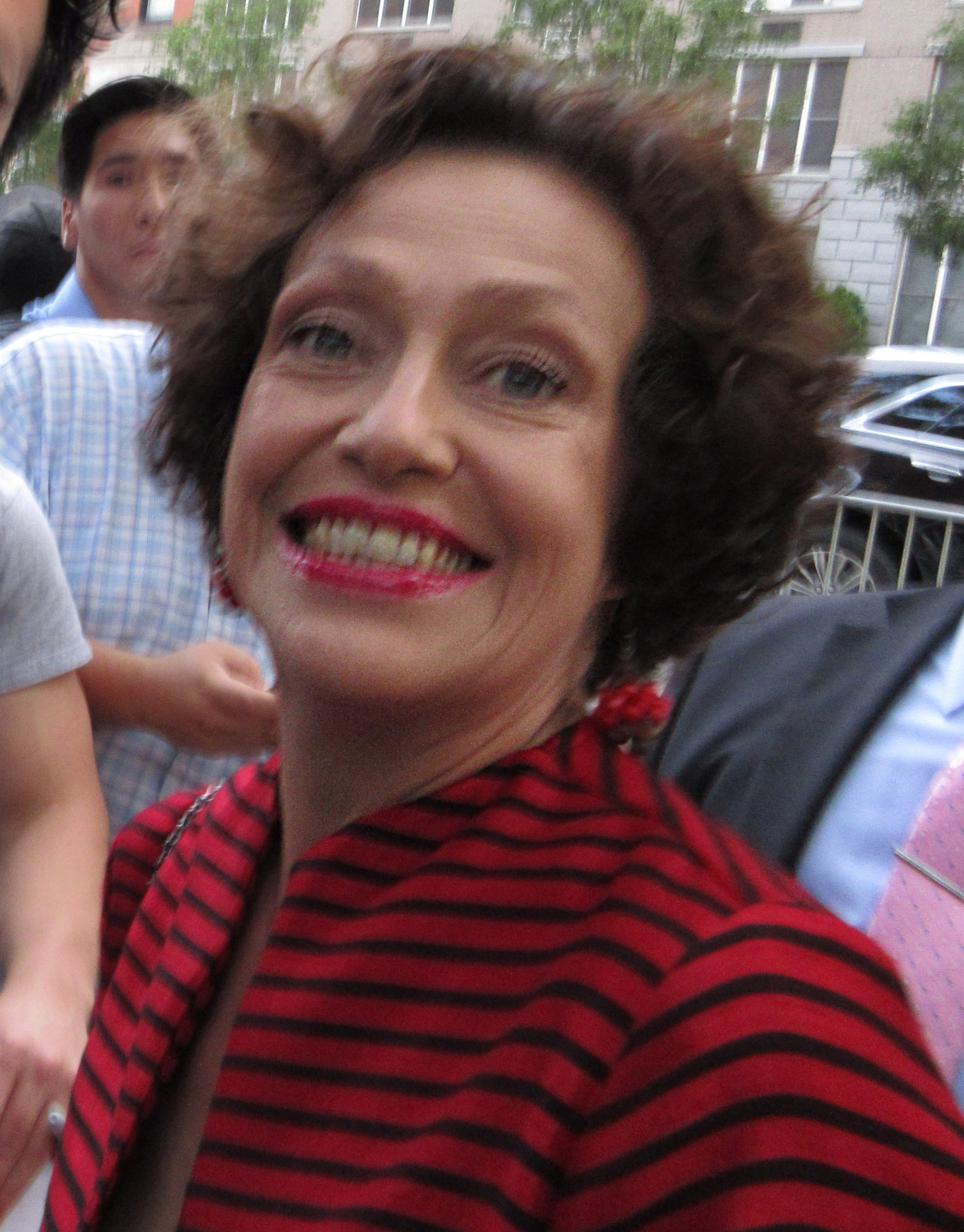
Karin Konoval, 2017

- Billy Konchellah (1961), Keniaans atleet
- Friedrich Koncilia (1948), Oostenrijks voetballer
- Ivan Kondakov (1857-1931), Ests scheikundige van Russische afkomst
- Koji Kondo (1972-2003), Japans voetballer
- Koji Kondo (1961), Japans componist
- Marie Kondō (1984), Japans adviseur en bestsellerauteur
- Nobutake Kondō (1886-1953), Japans admiraal
- Taro Kondo (1994), Japans schaatser
- Toshinori Kondo (1948-2020), Japans jazztrompettist
- Nikolai Kondratieff (1892-1938), Russisch econoom
- Humpy Koneru (1987), Indiaas schaakster
- Kong Fanyu (1993), Chinees freestyleskiester
- Kong Linghui (1975), Chinees tafeltennisser
- Benthe König (1998), Nederlands atlete
- Leopold König (1987), Tsjechisch wielrenner
- Oliver König (2002), Tsjechisch motorcoureur
- Corrina Konijnenburg (1964-2002), Nederlands meisje bekend geworden met Bij Dorus op schoot
- Aad de Koning (1929), Nederlands schaatser
- Ans Koning (1923-2006), Nederlands atlete
- Coen de Koning (1879-1954), Nederlands schaatser
- Elisabeth Koning (1816-1887), Nederlands schilderes van stillevens
- Gerry Koning (1980), Nederlands voetballer
- Hans Koning (1921-2007), Nederlands-Amerikaans journalist, publicist en schrijver (Hans Köningsberger/Koningsberger)
- Henk Koning (1933), Nederlands politicus
- Jacques de Koning (1981), Nederlands schaatser
- Jan de Koning (1926-1994), Nederlands politicus
- Josee Koning (19??), Nederlands zangeres
- Kees Koning (1931-1996), Nederlands priester en antimilitarist
- Lies Koning (1917-1975), Nederlands atlete
- Marijn de Koning (1943-2021), Nederlands politicus en journalist
- Martijn Koning (1978), Nederlands stand-upcomedian
- Mirjam de Koning (1969), Nederlands paralympisch sportster
- Sabine Koning (1973), Nederlands actrice
- Chris Konings (1940-2019), Nederlands atleet
- Corrie Konings (1940), Nederlands atlete
- Corry Konings (1951), Nederlands zangeres
- Jean Konings (1886-1974), Belgisch atleet
- Martin Konings (1929-2020), Nederlands politicus
- Jeroen van Koningsbrugge (1973), Nederlands acteur
- Micky Konink (1983), Nederlands fotomodel en pornoactrice
- Anna Konkina (19?), Russisch wielrenster
- Fumimaro Konoe (1891-1945), Japans prins en politicus
- Ernest Konon (1974), Pools voetballer
- Halina Konopacka (1900-1989), Pools atlete
- Mikuláš Konopka (1979), Slowaaks atleet
- Karin Konoval (1961), Canadees actrice
- Maria Konovalova (1974), Russisch atlete
- Boris Konrad (1984), Duits neurowetenschapper en meervoudig wereldkampioen geheugensport
- Kristof Konrad (1975), Pools acteur
- Stelios Konstantas, Cypriotisch zanger
- Stanislava Konstantinova (2000), Russisch kunstschaatsster
- Heinz G. Konsalik (1921-1999), Duits (roman)schrijver
- Elena Könz (1987), Zwitsers snowboardster

## Koo

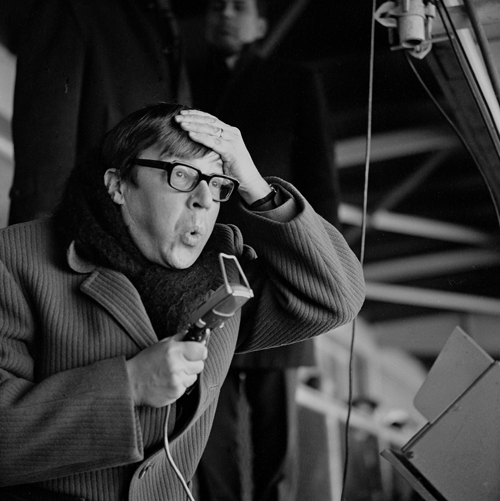
Theo Koomen

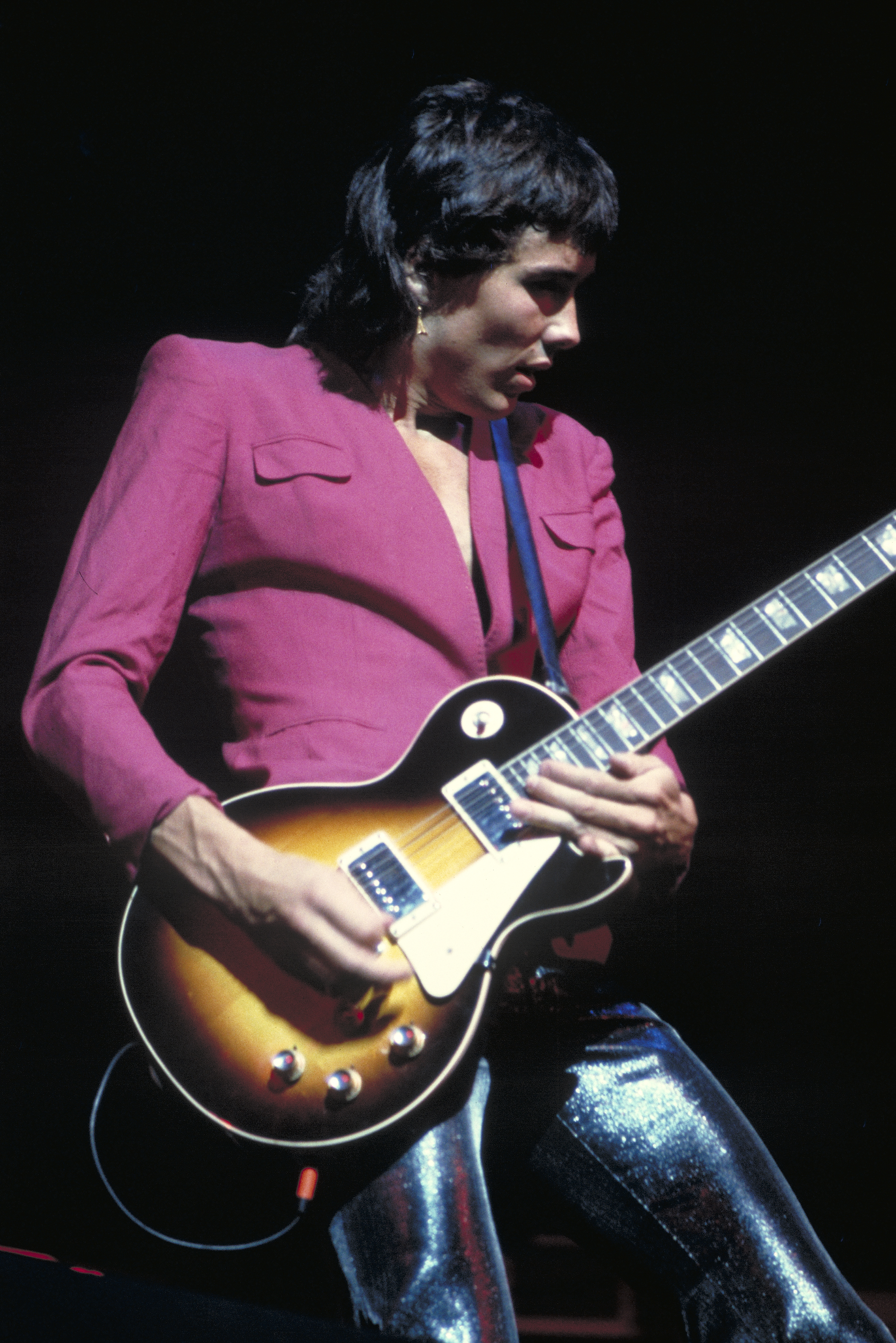
George Kooymans

- Else Kooi (1932-2001), Nederlands scheikundige
- Karen van der Kooij (1963), Nederlands atlete
- Jeanne Kooijmans (1963), Nederlands radio- en tv-presentatrice
- Pieter Kooijmans (1933-2013), Nederlands politicus en rechtsgeleerde
- Leonie Kooiker (1927-2020), Nederlands kinderboekenschrijfster
- Esther Kooiman (1968), Nederlands pornoactrice en dierenrechtenactiviste
- Ewald Kooiman (1938-2009), Nederlands organist en orgelkundige
- Jack Kooistra (1930-2025), Nederlands journalist en nazi-jager
- Pieter Kooistra (1922-1998), Nederlands schilder, graficus, fotograaf, beeldhouwer en schrijver
- Sjoerd Kooistra (1951-2010), Nederlands horeca-ondernemer
- Philip Kooke (1968), Nederlands sportverslaggever
- Aart Kool (1787-1862), Nederlands genieofficier
- Renée Kool (1958), Nederlands criminoloog
- Renée Kool (1961), Nederlands kunstenaar
- DJ Kool Herc (1955), Jamaicaans-Amerikaans musicus
- Ruud Koole (1953), Nederlands politicoloog en politicus
- Wim Koole (1929-2009), Nederlands theoloog en omroepbestuurder
- Kees Koolen (1965), Nederlands ondernemer en rallycoureur
- Niels Koolen (2001), Nederlands autocoureur
- Rem Koolhaas (1944), Nederlands architect en stedenbouwkundige
- Teun Koolhaas (1940-2007), Nederlands architect en stedenbouwkundige
- Frits Koolhoven (1886-1946), Nederlands luchtvaartpionier
- Martin Koolhoven (1969), Nederlands filmmaker
- Hugo Koolschijn (1946-2024), Nederlands acteur
- Frank Kooman (1929-2011), Nederlands poppenspeler en musicus
- Theo Koomen (1929-1984), Nederlands sportverslaggever
- Adriaan Koonings (1895-1963), Nederlands voetballer en voetbalcoach
- Jeff Koons (1955), Amerikaans beeldend kunstenaar
- Charley Koontz, Amerikaans acteur
- Coy Koopal (1932-2003), Nederlands voetballer
- Al Kooper (1944), Amerikaans musicus, liedschrijver en muziekproducent
- Adriaan Koopman (1837-1919), Nederlands werkman en gelegenheidsdichter
- Bertha Koopman (1874-1953), Nederlands componiste
- Bram Koopman (1917-2008), Nederlands leraar, econoom en politicus
- Ella Koopman (1947), Nederlands textielontwerpster
- Jan Koopman (1919-1997), Nederlands pater en anti-abortusactivist
- Joop Koopman (1930-2011), Nederlands presentator
- Martin Koopman (1956), Nederlands voetballer en voetbaltrainer
- Robert Jan Koopman (1962), Nederlands jurist
- Ton Koopman (1944), Nederlands musicus
- Marjolein Koopman-Krijt (ong. 1944), Nederlands stedenbouwkundige en politica
- Aart Koopmans (1946-2007), Nederlands zakenman, sportorganisator
- Tim Koopmans (1929-2015), Nederlands jurist
- Tini Koopmans (1912-1981), Nederlands atlete
- Teun Koopmeiners, Nederlands voetballer
- Jaap Koops (1939-2016), Nederlands dirigent
- Lambert-Jan Koops (1975), Nederlands cabaretier
- Egbert Koops (1979), Nederlands rechtshistoricus
- Evert Koops (1885-1938), Nederlands atleet
- Roelof Koops (1909-2008), Nederlands langebaanschaatser
- Henri Koot (1883-1959), Nederlands deskundige op het gebied van cryptografie en cryptologie
- Cees van Kooten (1948-2015), Nederlands voetballer en voetbaltrainer
- Kasper van Kooten (1971) Nederlands acteur
- Kees van Kooten (1941), Nederlands cabaretier en schrijver
- Kim van Kooten (1974), Nederlands actrice
- Willem van Kooten (1941-2025), Nederlands zakenman en diskjockey (Joost den Draaijer)
- Anja van Kooten Niekerk (1953), Nederlands publicist en voorzitster COC
- George Kooymans (1948-2025), Nederlands rockmusicus

## Kop
- Raymond Kopa (1931), Frans voetballer
- Bernie Kopell (1933), Amerikaans acteur en scenarioschrijver
- Petr Kopfstein (1978), Tsjechisch piloot
- Milan Kopic (1985), Tsjechisch voetballer
- Rutger Kopland (1934-2012), Nederlands dichter, schrijver en psychiater
- Victor Koppe (1964), Nederlands advocaat
- Jens Köppen (1966), Oost-Duits/Duits roeier
- Kerstin Köppen (1967), Duits roeister
- Peter van Koppen (1953), Nederlands rechtspsycholoog
- Wladimir Köppen (1846-1940), Russisch-Oostenrijks bioloog
- Frans Koppers (1932-2010), Nederlands acteur
- Carl Koppeschaar (1953), Nederlands journalist en publicist
- Peter Kopteff (1979), Fins voetballer

## Kor

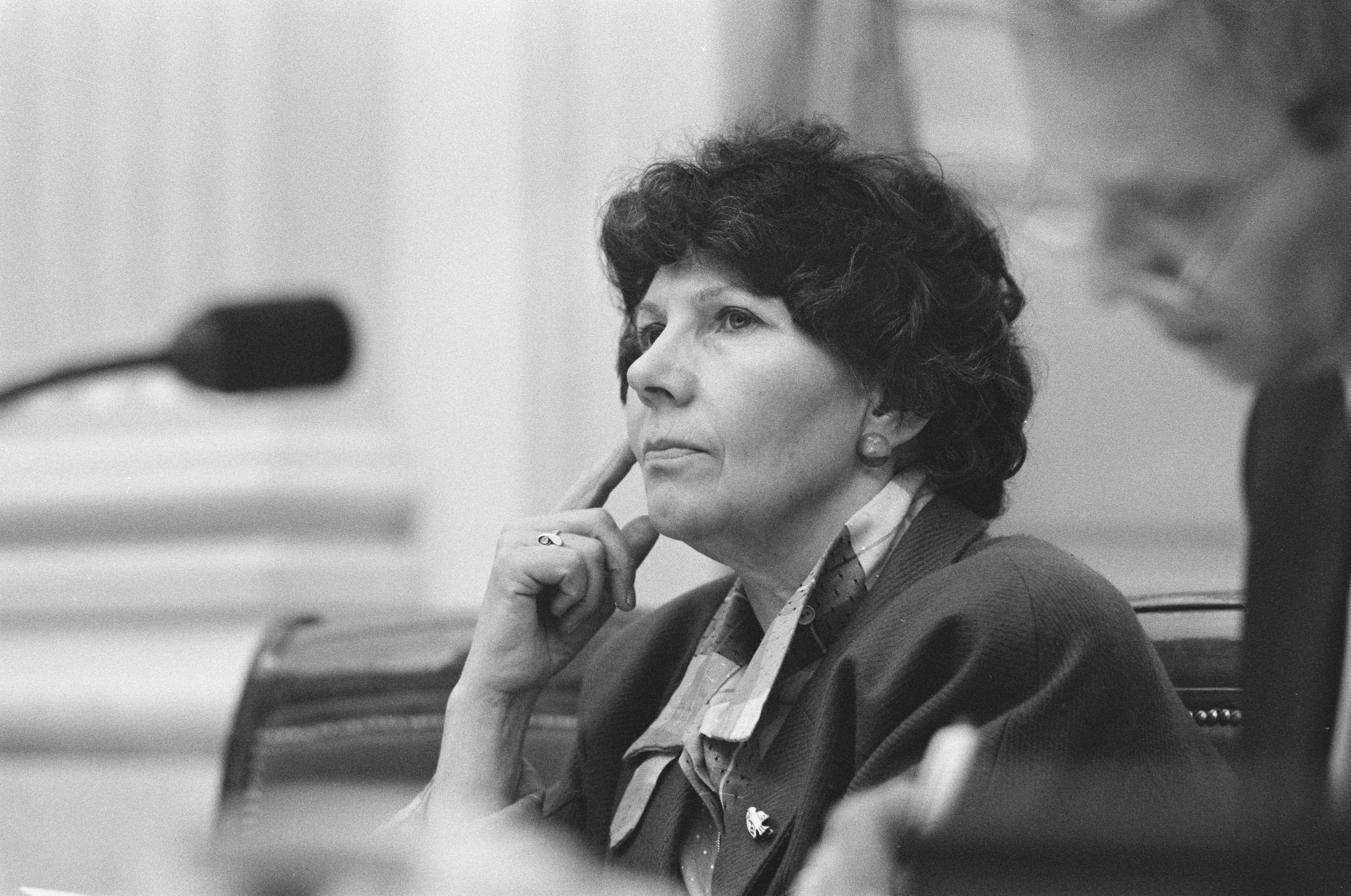
Virginie Korte-van Hemel

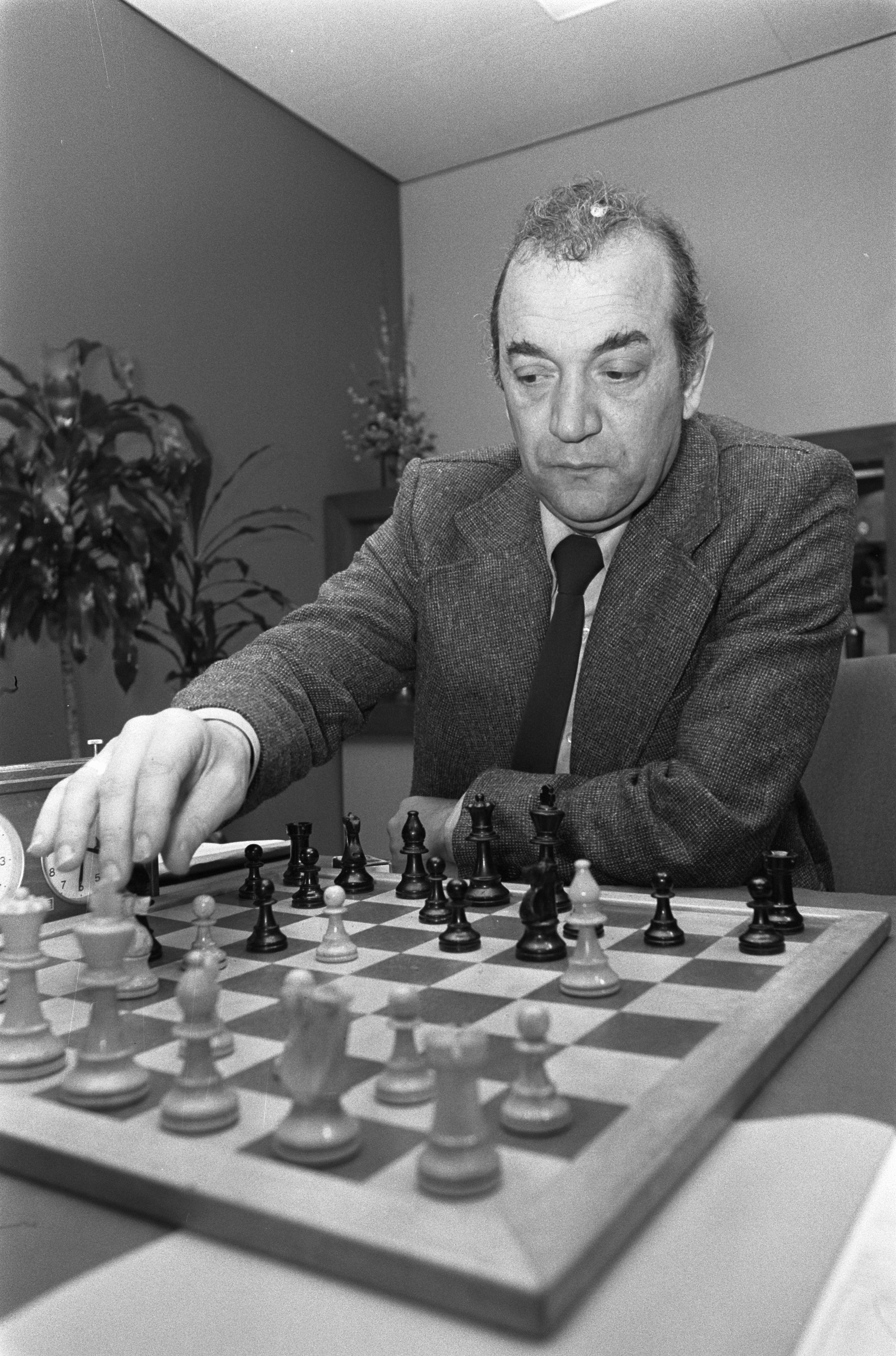
Viktor Kortsjnoj in 1976 tegen Jan Timman

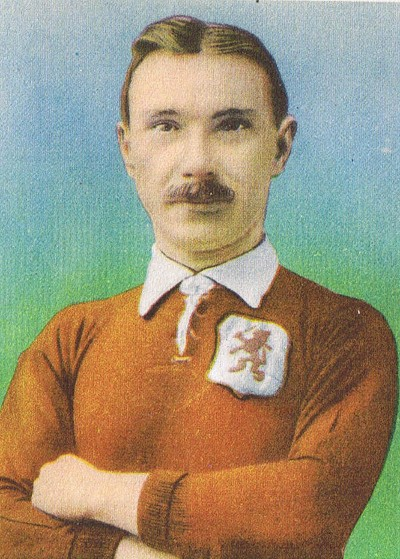
Bok de Korver

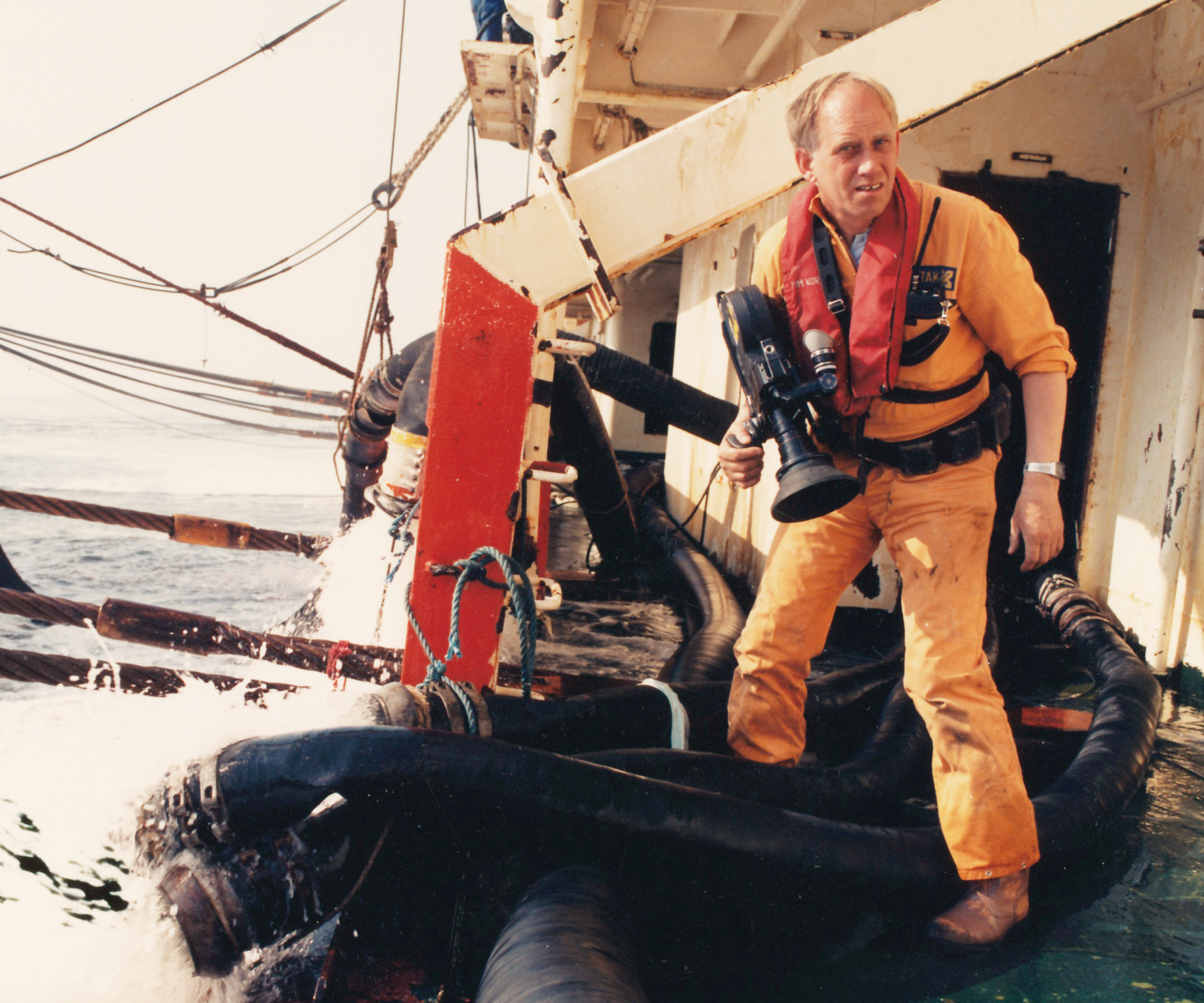
Cineast Pim Korver aan boord van de Herald of Free Enterprise

- Petr Korbel (1971) Tsjechisch tafeltennisser
- Janusz Korczak (1878/79–1942) Joods-Pools kinderarts, kinderboekenschrijver en pedagoog
- Petr Korda (1968), Tsjechisch tennisser
- Karl Kordesch (1922-2011), Oostenrijks scheikundige en uitvinder
- Björn Koreman (1991), Nederlands atleet
- Eva Koreman (1984), Nederlands radio-dj
- Shlomo Koren (1932-2013), Israëlisch beeldhouwer en schilder
- Pentti Korhonen (1951), Fins motorcoureur
- Emmanuel Korir (1995), Keniaans atleet
- Japhet Kipyegon Korir (1993), Keniaans atleet
- Rabi Koria (1988-2022), Nederlands-Syrische beeldend kunstenaar
- Julius Korir (1960), Keniaans atleet
- Mark Korir (1985), Keniaans atleet
- Sammy Korir (1971), Keniaans atleet
- Wesley Korir (1982), Keniaans atleet
- Kevin Korjus (1993), Estisch autocoureur
- Tapio Korjus (1961), Fins atleet
- Jon Korkes (1945), Amerikaans acteur
- Harvey Korman (1927-2008), Amerikaans (stem)acteur en komiek
- Arthur Korn (1870-1945), Duits natuurkundige en uitvinder
- János Kornai (1928-2021), Hongaars econoom
- Arthur Kornberg (1918-2007), Amerikaans arts en biochemicus
- Roger Kornberg (1947), Amerikaans scheikundige en biochemicus
- Cees Kornelis (1946-2017), Nederlands voetballer
- Denis Kornilov (1986), Russisch schansspringer
- Lavr Kornilov (1870-1918), Russisch generaal
- Johan van den Kornput (1542-1611), Nederlands militair en vestingbouwer tijdens de Tachtigjarige Oorlog
- Adam Korol (1974), Pools roeier
- Sergej P. Koroljov (1906-1966), Russisch aeronautisch ingenieur
- Abdul Koroma (1943), Sierra Leoons diplomaat en rechter
- Margit Korondi (1932-2022), Hongaars turnster
- Panos Koroneos (1809-1899), Grieks militair en politicus
- Anton Korošec (1872-1940), Sloveens politicus
- Alla Korot (1970), Oekraïens/Amerikaans actrice
- Jevgeni Korotysjkin (1983), Russisch zwemmer
- Leen Korpershoek (1904-1989), Nederlands zwemmer
- Janne Korpi (1986), Fins snowboarder
- Michel van de Korput (1956), Nederlands voetballer
- Gennadi Korsjikov (1949), Sovjet roeier
- Veronika Korsoenova (1992), Russisch freestyleskiester
- Henk de Kort (1934-2018), Nederlands veehouder en burgemeester
- Kees de Kort (1934-2022), Nederlands illustrator en kunstschilder
- Kees de Kort (1943), Nederlands atleet
- Koen de Kort (1982), Nederlands wielrenner
- Thomas Kortbeek (1981), Nederlands atleet
- Virginie Korte-van Hemel (1929-2014), Nederlands politica
- Abraham de Korte (1895-1945), Nederlands verzetsstrijder
- Chris de Korte (1938-2024), Nederlands judotrainer
- Gerard de Korte (1955), Nederlands theoloog en bisschop
- Joke de Korte (1935), Nederlands zwemster
- Rudolf de Korte (1936-2020), Nederlands politicus en bankier
- Herman Kortekaas (1930), Nederlands acteur
- Huub Kortekaas (1935-2024), Nederlands kunstenaar
- Maria ten Kortenaar (1955), Nederlands keramist
- Wim Kortenoeven (1955), Nederlands publicist, journalist en politicus
- Gerrit Korteweg (1937), Nederlands zwemmer
- Benk Korthals (1944), Nederlands politicus
- Henk Korthals (1911-1976), Nederlands politicus
- Edy Korthals Altes (1924-2021), Nederlands diplomaat, klokkenluider, vredesactivist en publicist
- Frits Korthals Altes (1931-2025), Nederlands politicus
- Adriaan Kortlandt (1918-2009), Nederlands etholoog
- Frits Kortlandt (1946), Nederlands taalkundige
- Viktor Kortsjnoi (1931-2016), Russisch-Zwitsers schaker
- Chèr Korver (1976), Nederlands paralympisch sportster
- Bok de Korver (1883-1957), Nederlands voetballer
- Frans Körver (1937-2024), Nederlands voetballer en voetbaltrainer
- Pim Korver (1937-2012), Nederlands documentairemaker en fotograaf
- Robin Korving (1974), Nederlands atleet
- Janusz Korwin-Mikke (1942), Pools politicus
- Joop Korzelius (1925-2022), Nederlands jazz-drummer
- Paweł Korzeniowski (1985), Pools zwemmer
- Robert Korzeniowski (1968), Pools atleet
- Alfred Korzybski (1879-1950), Pools wetenschapper

## Kos

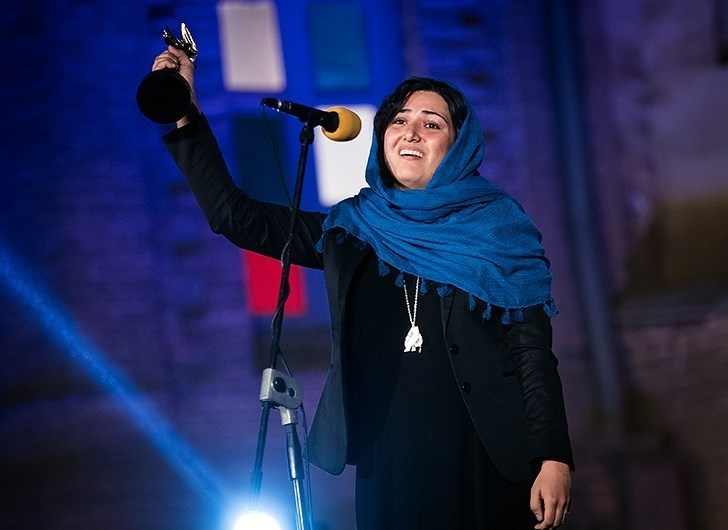
Baran Kosari

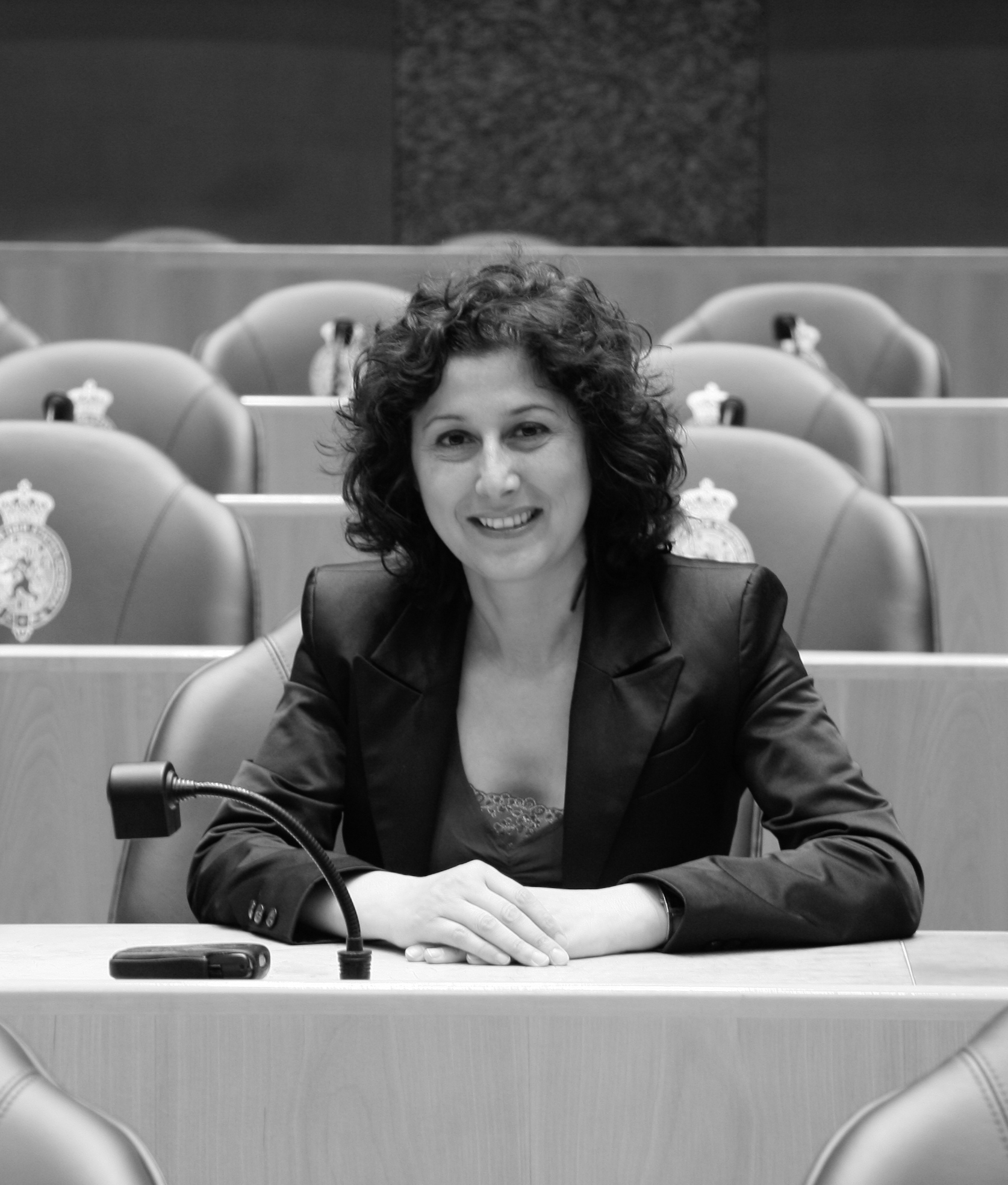
Fatma Koşer Kaya

- Miloš Kosanović (1990), Servisch voetballer
- Baran Kosari (1985), Iraans actrice
- Apirak Kosayodhin (1961), Thais topfunctionaris en politicus
- Roman Kosecki (1966), Pools voetballer en politicus
- Fatma Koşer Kaya (1968), Nederlands advocate en politica
- Brigid Kosgei (1994), Keniaans atlete
- Daniel Kosgei (1986), Keniaans atleet
- Reuben Kosgei (1979), Keniaans atleet
- Salina Kosgei (1976), Keniaans atlete
- Masatoshi Koshiba (1926-2020), Japans natuurkundige en Nobelprijswinnaar
- Jerzy Kosinski (1933-1991), Joods-Pools-Amerikaans schrijver
- Jure Košir (1972), Sloveens alpineskiër
- Žan Košir (1984), Sloveens snowboarder
- Krista Kosonen (1983), Fins actrice
- Srečko Kosovel (1904-1926), Sloveens dichter
- Albrecht Kossel (1853-1927), Duits arts, fysioloog en Nobelprijswinnaar
- Ernst Kossmann (1922-2003), Nederlands historicus
- Stefka Kostadinova (1965), Bulgaars atlete
- André Kostelanetz (1901-1980), Amerikaans dirigent en arrangeur
- Aleksandra Kostenjoek (1984), Russisch schaakster
- Adrie Koster (1954), Nederlands voetballer en voetbaltrainer
- Anna Koster (1944), Nederlands dichteres en beeldend kunstenares
- Bruno Koster (1958), Zwitsers politicus
- Daphne Helena Koster (1981), Nederlands voetbalster
- Ewald Koster (1985), Nederlands voetballer
- Henri Johan (Hans) de Koster (1914-1992), Nederlands politicus
- Harry Koster (1965), Nederlands honkballer
- Heko Köster (1908-1993), Nederlands jurist
- Hendricus Petrus Koster (1883-1963), Nederlands militair
- Henry Koster (Herman Kosterlitz), (1905-1988), Duits filmregisseur en scenarioschrijver
- Herman Koster (1968), Nederlands humoristisch goochelaar
- Jan Koster (1945), Nederlands taalwetenschapper
- Jantje van Aalderen-Koster (1896-??), Nederlands verzetsstrijder
- Jeroen Koster (1972), Nederlands sportjournalist
- Kees Koster (1943-2013), Nederlands computerwetenschapper en hoogleraar
- Koos Koster (1937-1982), Nederlands journalist
- Koosje Koster (??), Nederlands studente en prominent lid van de beweging van Provo
- Mark Koster (??), Nederlands journalist
- Martin Koster (1950), Nederlands dichter
- Maureen Koster (1992), Nederlands atlete
- Paul Koster (??), Nederlands bestuurslid van de Autoriteit Financiële Markten
- Ramon Koster (1983), Nederlands schaker
- Remko Koster (1972), Nederlands hockeyer
- Rolf Koster (1968), Nederlands (stem)acteur en zanger
- Sarah De Koster (1981) (Sarah), Vlaams zangeres
- Susanne Koster (1957), Nederlands schrijver van jeugdliteratuur
- Willem Otto Adriaan Koster (1884-1947), Nederlands liberaal en nationaalsocialistisch politicus
- Willem Koster (1911-1975), Nederlands econoom en thesaurier-generaal
- Letty Kosterman (1935-2017), Nederlands presentatrice
- Oleg Kostin (1992), Russisch zwemmer
- Tomáš Kostka (1984), Tsjechisch autocoureur
- Isolde Kostner (1975), Italiaans alpineskiester
- Aljona Kostornaja (2003), Russisch kunstschaatsster
- Michael Kostroff (1961), Amerikaans acteur
- Vojislav Kostunica (1944), Servisch politicus
- Mato Kosyk (1853-1940), Sorbisch dichter

## Kot
- Maciej Kot (1991), Pools schansspringer
- Kazuto Kotaka (1999), Japans autocoureur
- Joseph Kotalla (1908-1979), Duits kampcommandant
- Ted Kotcheff  (1931-2025), Canadees film- en televisieregisseur, schrijver en producent
- Erika Köth (1927-1989), Duits operazangeres
- Komal Kothari (1929-2004), Indiaas onderzoeker in folklore en etnomusicologie
- Anton Kothuis (1935-2007), Nederlands (stem)acteur en filmregisseur
- Philip Kotler (1931), Amerikaans marketingdeskundige
- Olga Kotljarova (1976), Russisch atlete
- Gloria Kotnik (1989), Sloveens snowboardster
- Aleksandr Kotov (1913-1981), Russisch schaker
- Tatjana Kotova (1976), Russisch atlete
- Sage Kotsenburg (1993), Amerikaans snowboarder
- Arne Kotte (1935-2015), Noors voetballer
- Ton Kotter (1906-1991), Nederlands componist en dirigent

## Kou

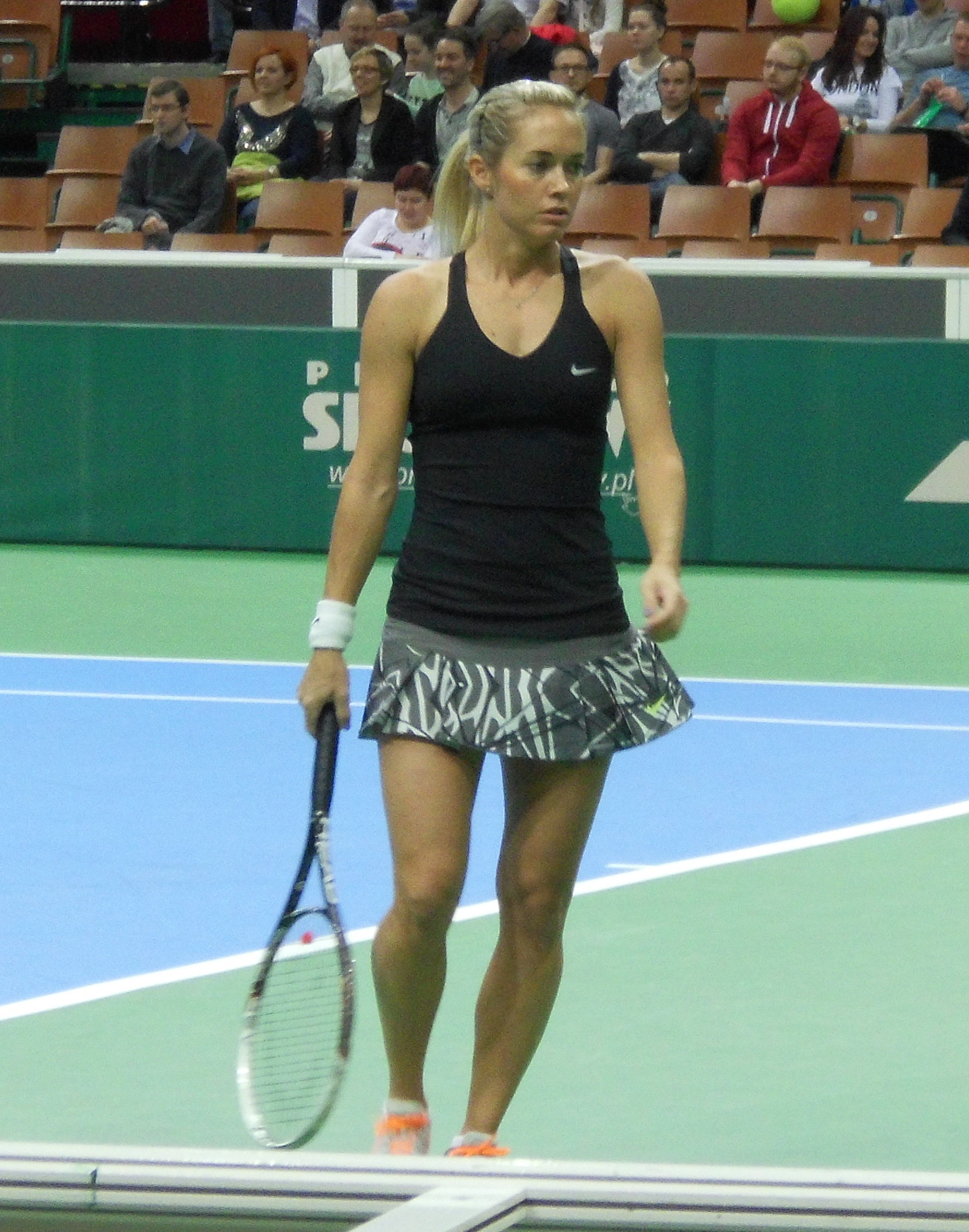
Klára Koukalová

- Stefan Koubek (1977), Oostenrijks tennisser
- Zdeněk Koubek (1913-1968), Tsjecho-Slowaaks atleet
- Bernard Kouchner (1939), Frans arts, politicus en diplomaat
- Klára Koukalová, (1983), Tsjechisch tennisspeelster
- Ioannes Koukouzelis (1280-1360), Albanees componist en zanger
- Rudolf Koumans (1929), Nederlands muziekpedagoog, musicus en componist
- Jean Koumy (1961), Belgisch kunstschilder
- Jannis Kounellis (1936-2017), Grieks beeldhouwer
- Rudy Kousbroek (1929-2010), Nederlands schrijver en essayist
- Kees Kousemaker (1942-2010), Nederlands stripdeskundige
- Yiannis Kouros (1956), Grieks/Australisch atleet
- Amalia Koutsouri (1912-1986), Grieks arts, bacterioloog en politiek activiste
- Frank van Kouwen (1980), Nederlands voetballer
- Gerrit van Kouwen (1963-2024), Nederlands autocoureur
- Gerrit Kouwenaar (1923-2014), Nederlands dichter en prozaschrijver
- Bert Kouwenberg (1947-2015), Nederlands kinderboekenschrijver
- Elly Kouwenhoven (1949), Nederlands schrijfster en Europarlementariër

## Kov

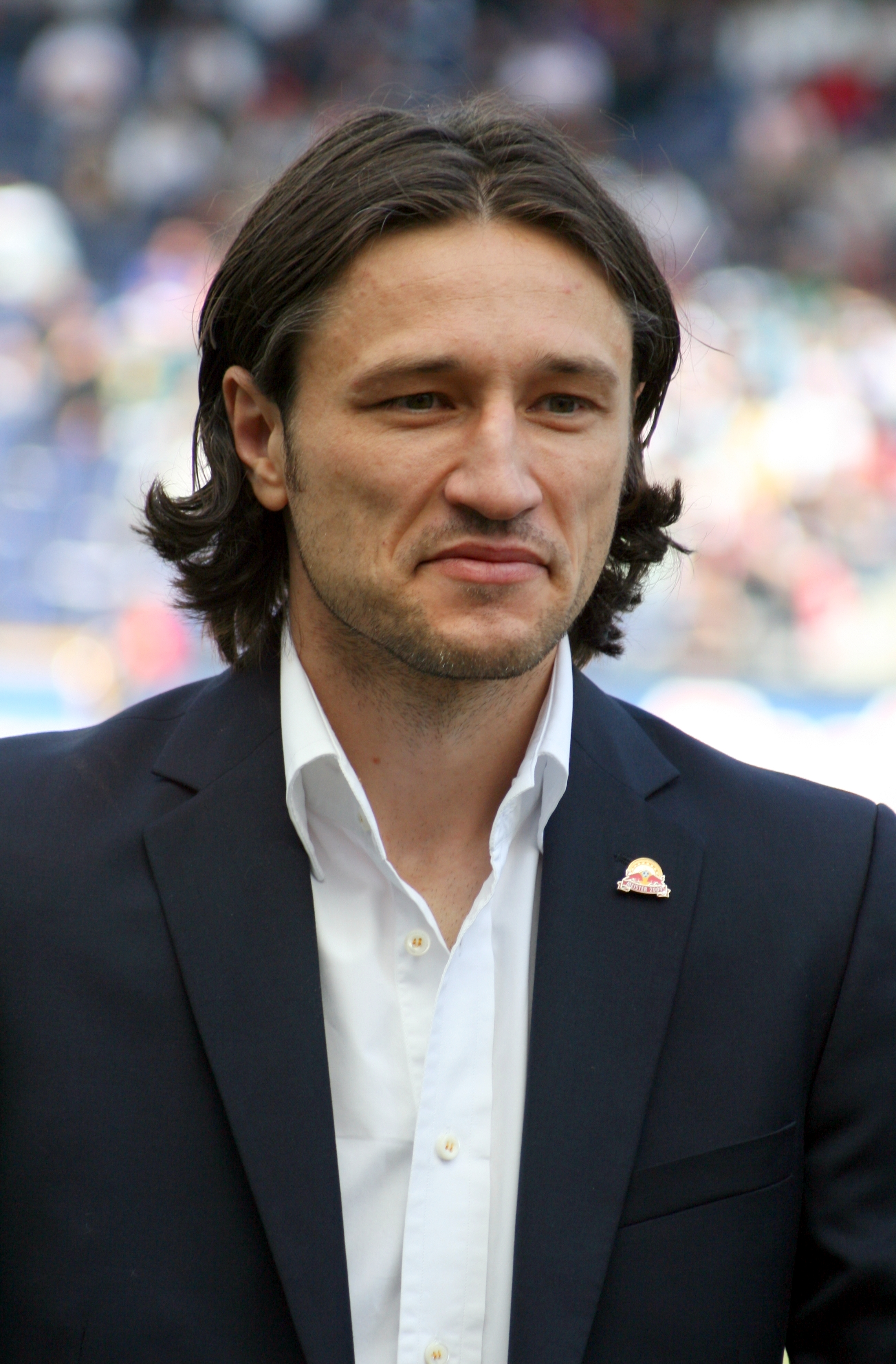
Niko Kovač

- Niko Kovač (1971), Kroatisch voetballer en voetbalcoach
- Robert Kovač (1974), Kroatisch voetballer en voetbalcoach
- Oliver Kovačević (1974), Servisch voetbaldoelman
- Mateo Kovačić (1994), Kroatisch voetballer
- Ágnes Kovács (1981), Hongaars zwemster
- Emese Kovács (1991), Hongaars zwemster
- Joe Kovacs (1989), Amerikaans atleet
- Ștefan Kovács (1920-1995), Roemeens voetballer en voetbalcoach
- Zoltán Kővágó (1979), Hongaars atleet
- Heikki Kovalainen (1981), Fins autocoureur
- Sofia Kovalevskaja (1850-1891), Russisch vrouwelijke wiskundige
- Sergej Adamovitsj Kovaljov (1930-2021), Russisch Sovjet-dissident en politicus
- Marie Kovářová (1927-2023), Tsjecho-Slowaaks turnster
- Andrej Kovatsjev (1967), Bulgaars politicus en ecoloog
- Maksim Kovtoen (1995), Russisch kunstschaatser

## Kow
- Boris Kowadlo (1911-1959), Pools-Nederlands fotograaf en verzetsstrijder
- Yoann Kowal (1987), Frans atleet
- Jacek Kowalczyk (1981), Pools voetballer
- Justyna Kowalczyk (1983), Pools langlaufster
- Wojciech Kowalczyk (1972), Pools voetballer
- Benjamin Kowalewicz (1975), Canadees zanger
- Bernard L. Kowalski (1929-2007), Amerikaans film- en televisieregisseur
- Kerstin Kowalski (1976), Duits roeister
- Manja Kowalski (1976), Duits roeister
- Stanisław Kowalski (1910-2022), Pools supereeuweling
- Todd Kowalski (1973), Canadees muzikant

## Kox
- Arnol Kox (1953-2020), Nederlands evangelist
- Tiny Kox (1953), Nederlands politica

## Koy
- Miki Koyama (1997), Japans autocoureur
- Tomoyoshi Koyama (1983), Japans motorcoureur

## Koz
- Anna Kozak (1974), Wit-Russisch atlete
- Roman Kozak (1957-2010), Russisch acteur
- Konstantin Kozejev (1967), Russisch ruimtevaarder
- Willem Jacob (Wim) Kozijn (1940-2024), Nederlands politicus
- Urszula Kozioł (1931-2025), Pools dichteres
- Aleksej Kozlov (1986), Russisch voetballer
- Pjotr Kozlov (1863-1935), Russisch ontdekkingsreiziger
- Dmitri Kozlovski (1999), Russisch kunstschaatser
- Michail Kozlovski (1989), Russisch autocoureur
- Kacper Kozłowski (1986), Pools atleet
- Primož Kozmus (1979), Sloveens atleet
- Gordan Kožulj (1976), Kroatisch zwemmer